# Шампольон, Жан-Франсуа
Жан-Франсуа́ Шампольо́н (фр. Jean-François Champollion), также — Шампольон-младший (фр. Champollion le Jeune), 23 декабря 1790, Фижак — 4 марта 1832, Париж) — французский востоковед, основатель египтологии. Благодаря проведённой им дешифровке, опиравшейся на текст Розеттского камня, 14 сентября 1822 года стало возможным чтение египетских иероглифов.
Родился в семье книготорговца, с раннего возраста демонстрировал необычайные способности к языкам. Первым его учителем и постоянным корреспондентом был брат — лингвист и историк Жак-Жозеф Шампольон-Фижак. После окончания лицея в Гренобле был в 16-летнем возрасте избран членом Академии Дофине. В 1810 году удостоен звания профессора Гренобльского университета, в 1818 году занял кафедру истории и географии Королевского коллежа Гренобля. Из-за политических взглядов (сочетавших республиканизм и бонапартизм), Шампольон несколько раз лишался места и даже провёл полтора года в ссылке после реставрации власти Бурбонов.
В 1824—1825 годах работал с египетскими коллекциями в Турине и Риме. С 1826 года — учёный хранитель Египетского музея в Лувре, был членом Французского географического общества. Почётный член Петербургской академии наук (1827). В 1828—1829 годах провёл комплексную экспедицию по изучению древних памятников Египта и Нубии. С 1830 года — действительный член Академии надписей. В 1831 году назначен профессором египетской истории и археологии в Коллеж де Франс на специально учреждённой для него кафедре.
Ранняя смерть в возрасте 41 года помешала ему завершить многие работы, «Египетская грамматика» и «Словарь иероглифического письма» были опубликованы его братом в 1830—1840-е годы. Работы Шампольона способствовали развитию египтомании. Он также стоял у истоков организации по сохранению материального и археологического наследия Древнего Египта. После кончины его открытия подверглись ожесточённой критике и только в 1860-е годы были окончательно приняты научным сообществом. В англоязычном научном мире дешифровку Шампольона считают только продолжением работ Иоганна Акерблада и Томаса Юнга.

## Становление. Фижак — Гренобль (1790—1807)

### Фижак. Детство и отрочество

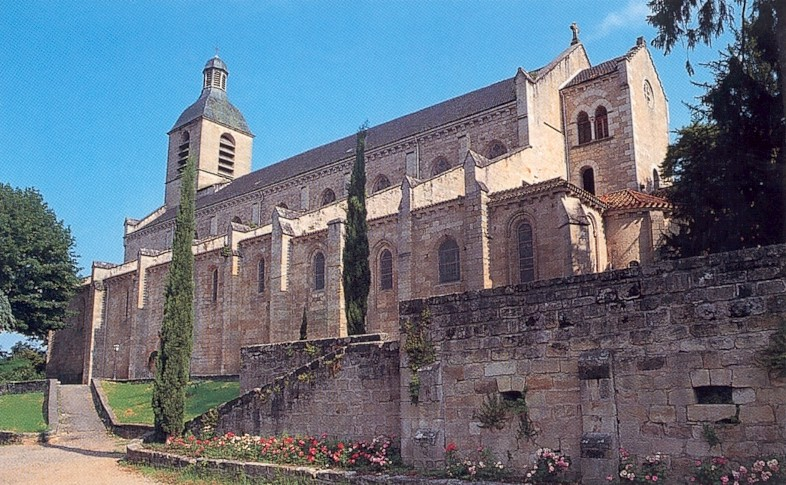
Церковь Нотр-Дам де Пюи в Фижаке, в которой крестили Шампольона

Жан-Франсуа Шампольон родился рано утром 23 декабря 1790 года в городе Фижаке провинции Дофине (современный департамент Ло) и был младшим из семи детей, двое из которых умерли ещё в младенчестве, до его рождения. Отец — Жак Шампольон — родился в 1744 году, был состоятельным книготорговцем, возводившим свой род к владетелям замка Шамполеон (Champoléon) в Верхних Альпах; в Фижаке он осел в 1770 году. Фамилия могла иметь итальянское происхождение — «Камполеоне»; по мнению Э. Робинсона, её носители едва ли были благородными, будучи либо разбогатевшими крестьянами, либо мелкими буржуа. Имя сыну дали в честь матери — Жанны-Франсуазы Гуальё (Gualieu), которая была неграмотной, во всяком случае, она не смогла написать своё имя на брачном контракте. Когда Жанна и Жак Шампольоны вступили в брак, им было по 30 лет, младший сын родился у них в 46-летнем возрасте. Жана-Франсуа крестили в день его рождения, восприемником стал старший брат.
По мнению современных биографов — Лесли и Роя Адкинсов — родители обращали мало внимания на позднего ребёнка; главным воспитателем Жана-Франсуа и самым близким ему человеком на всю жизнь остался брат Жак-Жозеф, который был старше его на 12 лет. Биограф Жан Лакутюр сравнивал их отношения с Винсентом и Тео ван Гогами. Жак-Жозеф первым заметил и стал поощрять развитие незаурядных способностей младшего брата к языкам. Семейное предание гласило, что выросший среди книг Шампольон-младший в пятилетнем возрасте самостоятельно научился читать, разработав при этом оригинальный метод «дешифровки» непонятных ему текстов, которые он рассматривал как зашифрованные знаки. К тому же времени проявилась его зрительная память, которая сохранилась на всю жизнь и характеризовалась современниками как «фантастическая». К 9-летнему возрасту он освоил латинский и древнегреческий языки и любил декламировать античных классиков, иногда разыгрывая перед родными целые сцены, импровизируя на сюжеты из Гомера и Вергилия.
Осенью 1798 года Жак-Жозеф Шампольон переехал в Гренобль, и Жана-Франсуа отдали в фижакскую школу. У мальчика, привыкшего заниматься самостоятельно, возникло отвращение к учёбе, особенно плохо давались ему математические науки, которые остались его слабым местом до конца жизни. Наказания усугубили конфликт, родителям пришлось забрать его из школы. Новым учителем стал каноник Дом Кальме. При обучении Жана-Франсуа каноник применял перипатетический метод — они много гуляли по окрестностям Фижака, учитель рассказывал и отвечал на вопросы; таким методом они занимались два года. Кальме писал брату, что «жадность до знания» у Жана-Франсуа превосходит всё, виденное им доселе. Впервые проявилась его страсть к систематизации знания: он стремился расписывать таблицы, на основе которых анализировал слова и письменные знаки.

### Гренобль

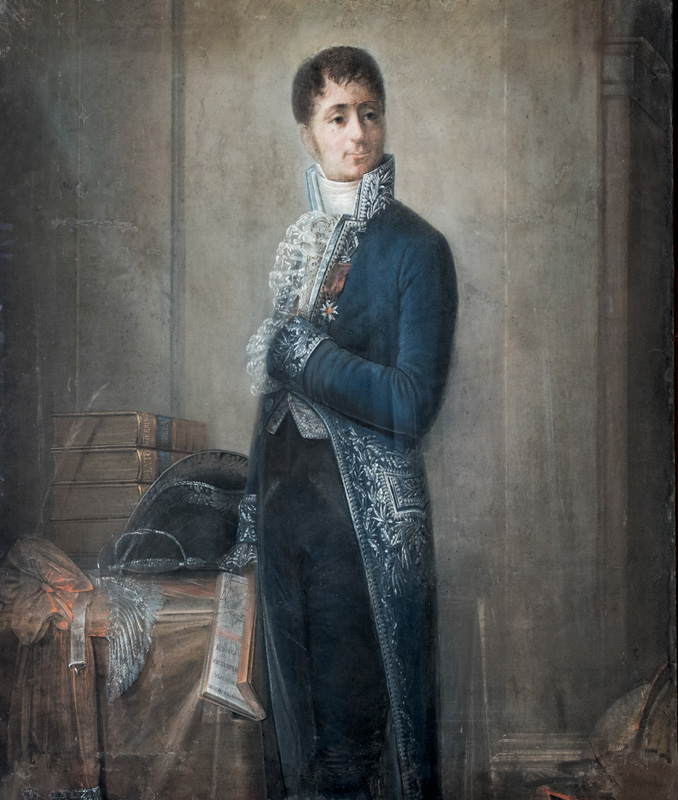
Жозеф Фурье — префект департамента Изер. Портрет кисти Пьер-Клода Готеро, около 1806 года

В марте 1801 года Жана-Франсуа отвезли к брату в Гренобль; в возрасте 10 лет и трёх месяцев он поступил одновременно в Центральную Школу и в частное обучение к аббату Дюсеру (тот преподавал языки). Под руководством Дюсера Шампольон заинтересовался историей библейского Ближнего Востока и стал изучать еврейский, арамейский и сирийский языки, в которых преуспел всего за год. За обучение платил Жак-Жозеф, служивший клерком в торговой фирме; он стал собирать библиотеку для нужд младшего брата: в революционной Франции оказалось множество бесхозных книжных собраний казнённых или бежавших аристократов, и цены на книги были невелики. Именно в Гренобле Жан Шампольон впервые увидел древнеегипетские памятники, интерес к которым у него возник ещё благодаря рассказам брата — тот хотел принять участие в Египетском походе Наполеона Бонапарта. Коллекцию предметов египетского искусства (среди которых была копия Дендерского зодиака) привёз в город Жозеф Фурье, первый глава Каирского Египетского института, он был назначен главой департамента Изер.
11-летний Жан Шампольон занимался серьёзными исследованиями библейской хронологии. В биографии Гермины Хартлебен, и некоторых других исследователей излагается легенда, что, якобы, осенью 1802 года Жак-Жозеф Шампольон, которого принимали в доме префекта, привёл к нему младшего брата; тот был так поражён видом знаменитого учёного и «самого важного человека в Гренобле», что оробел и не смог вымолвить ни слова. Именно после этой встречи, услышав рассказы участников Египетского похода, юный Шампольон принял решение связать свою жизнь с изучением Египта. Позднее возникла легенда, что Шампольон спросил Фурье, можно ли прочитать иероглифы, и когда услышал отрицательный ответ, якобы, заявил, что сделает это. В официальных журналах, фиксирующих все визиты и посещения префекта, а также в собственной переписке Шампольонов и Фурье никаких ссылок на данный эпизод не существует. Первая личная встреча Жака-Жозефа Шампольона и префекта Фурье относилась к 1809 году, а деловая переписка между ними велась с октября 1803 года, когда Шампольон-Фижака привлекли к исследованию римских надписей.

### Лицей

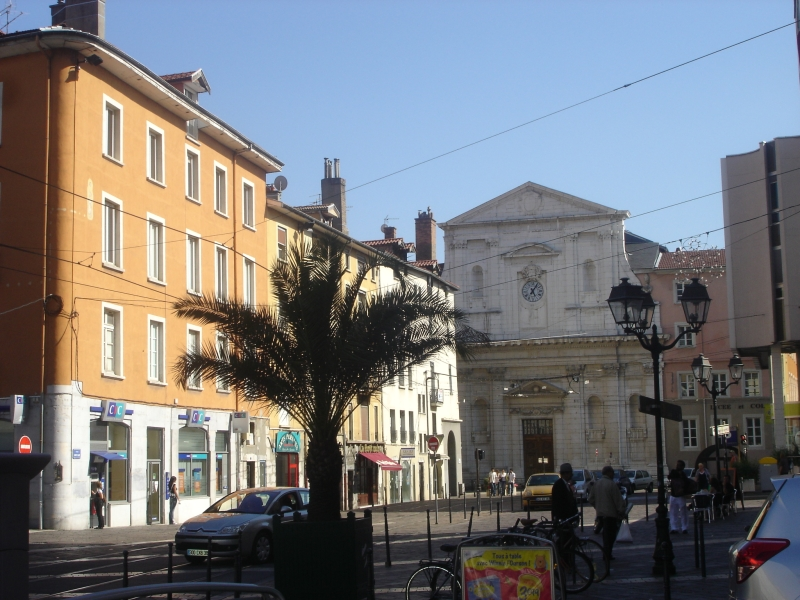
Вид на капеллу иезуитов — часть Лицея Гренобля

В 1804 году в рамках реформы образования в Гренобле был открыт Лицей — привилегированная мужская школа, ученики которой содержались государством. Однако в лицеях царила военная дисциплина, ученики носили мундир, каждый шаг воспитанников контролировался, в том числе и церковными властями. Никаких отклонений от учебной программы (включавшей не только классическую филологию, но и математику, физику и химию) не допускалось. 13-летний Шампольон оказался отрезан от уже разработанной для себя программы работы, поскольку решил изучать арабский и коптский языки; последним он заинтересовался, прочитав труды аббата де Гиня и Бартелеми о его связи с языком фараоновых времён. После двух недель в лицее Шампольон всерьёз стал думать о побеге, о чём откровенно писал брату. Лицейские годы Шампольона хорошо документированы им самим, поскольку за 2,5 года обучения он писал брату едва ли не ежедневно. Из писем следовало, что поначалу он был вынужден заниматься по ночам, тайком. Жак-Жозеф ходатайствовал перед министром народного просвещения Антуаном Фуркруа, который во время посещения Гренобля с инспекцией 1 июня 1805 года лично экзаменовал Жана-Франсуа. В итоге было получено официальное разрешение на три часа самостоятельных занятий. В одном из писем брату Шампольон-младший просил прислать эфиопскую грамматику Лудольфа.
Осенью 1804 года Шампольон написал свою первую научную работу — анализ легенды об исполинах в Библии, основанную на греческой этимологии имён, которые, как он считал, восходили к восточным. Позднее он стыдился этого школьного опуса. Египетская тематика его увлекала гораздо больше, и он стал систематически изучать античные источники, в которых шла речь о Египте и иероглифике — Геродота, Страбона, Диодора Сицилийского, Плиния Старшего, Плутарха. Особенно заинтересовала его «Иероглифика» Гораполлона. По-видимому, в этом его поощрял старший брат, который вошёл в редакторский коллектив Ж. Фурье, работавший над изданием «Описания Египта». Вскоре Жак Шампольон был назначен секретарём Гренобльской академии, и опубликовал свою первую статью — анализ греческих надписей храма в Дендере. Кроме того, Шампольон-старший перевёл греческий текст Розеттского камня, но дальше этого не пошёл.

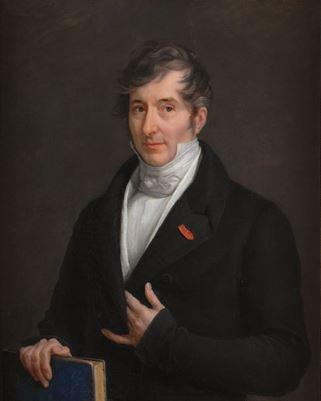
Жак-Жозеф Шампольон-Фижак — старший брат

Шампольон-младший в 1805 году смог заниматься с носителем языка — коптским монахом, который был приглашён Наполеоном преподавать язык в парижской Школе восточных языков. Дом Рафаэль де Монашис (как его называли, собственное его имя было Руфаиль Заккур) во время визита в Гренобль познакомился с Жаном и занимался с ним в течение месяца, а затем присылал из Парижа книги, включая словари и грамматики. В это же время у Шампольона появился близкий школьный друг — Иоаннис Вангегис, отношение к нему, подробно описанное в письмах к брату, биографами трактовалось как гомоэротическое (хотя в дальнейшей жизни Жан-Франсуа интересовался только женщинами). Э. Робинсон считал «инцидент с Вангегисом» ярким примером страстности натуры Шампольона, который с одинаковым умением мог наживать врагов и находить близких друзей. Когда по состоянию здоровья тот покинул лицей, это усилило подавленность Жана-Франсуа, которого всё более раздражала школьная дисциплина. Вдобавок он испытывал чувство вины по отношению к брату, тратившему значительную часть заработка на то, чтобы обеспечить ему наилучшие условия для учёбы и развития. В 1806 году Шампольон произносил публичную речь от имени лицеистов по случаю окончания учебного года, в торжественном акте участвовал и префект Фурье. Шампольон, очень стеснявшийся публичных выступлений, сумел преодолеть волнение и произвёл на собравшихся впечатление разъяснением Книги Бытия, которую цитировал на древнееврейском языке.
В начале 1807 года лицеисты подняли бунт, вызванный несправедливым наказанием группы одноклассников. Они разбили стёкла в окнах, сломали решётку карцера и освободили наказанных. Администрация лицея вызвала войска, волнение было подавлено солдатами, которые даже примкнули штыки. Шампольон в письме к брату настаивал, что не принимал в событиях никакого участия, однако их описание столь детально, что заставляет в этом усомниться. Жан-Франсуа упросил брата забрать его из интерната, префект Фурье обратился к начальству лицея, после чего Шампольон-младший поселился у Жака-Жозефа (официальное разрешение датировано 1 апреля), а в лицей ходил только на занятия. Имея больше свободного времени и не будучи более связан дисциплиной, он быстро прогрессировал в своих штудиях. Было принято решение отправить его в Париж для дальнейшего образования. 19 июня 1807 года скончалась мать — Жанна-Франсуаза, а через месяц Жак-Жозеф женился на Зое Берриа, представительнице респектабельного гренобльского семейства, отец которой был главой городской адвокатуры. Жан-Франсуа совершенно не ревновал к невестке и отлично с ней поладил (семейным его прозвищем отныне стал «Кадет» или арабский эквивалент Сегир — из-за смуглой кожи Шампольона-младшего). В конце лета братья Жак и Жан встретились с отцом в Бокере, где тот покупал книги на оптовой ярмарке.
27 августа 1807 года Жан-Франсуа Шампольон был торжественно выпущен из лицея, получив диплом с отличием. Через четыре дня 16-летний учёный выступал в Гренобльской академии с докладом «О географии Египта перед завоеванием Камбиза» и в результате немедленно был избран её членом-корреспондентом, а через год и действительным членом; четырьмя годами ранее собственного брата. Доклад представлял собой введение во всеобъемлющий труд, который был опубликован в Гренобле в 1811 году. В этом докладе Шампольон попытался доказать, что коптский язык являлся именно тем языком, на котором говорили древние египтяне.

## Восхождение. Париж — Гренобль (1807—1821)

### Высшее образование

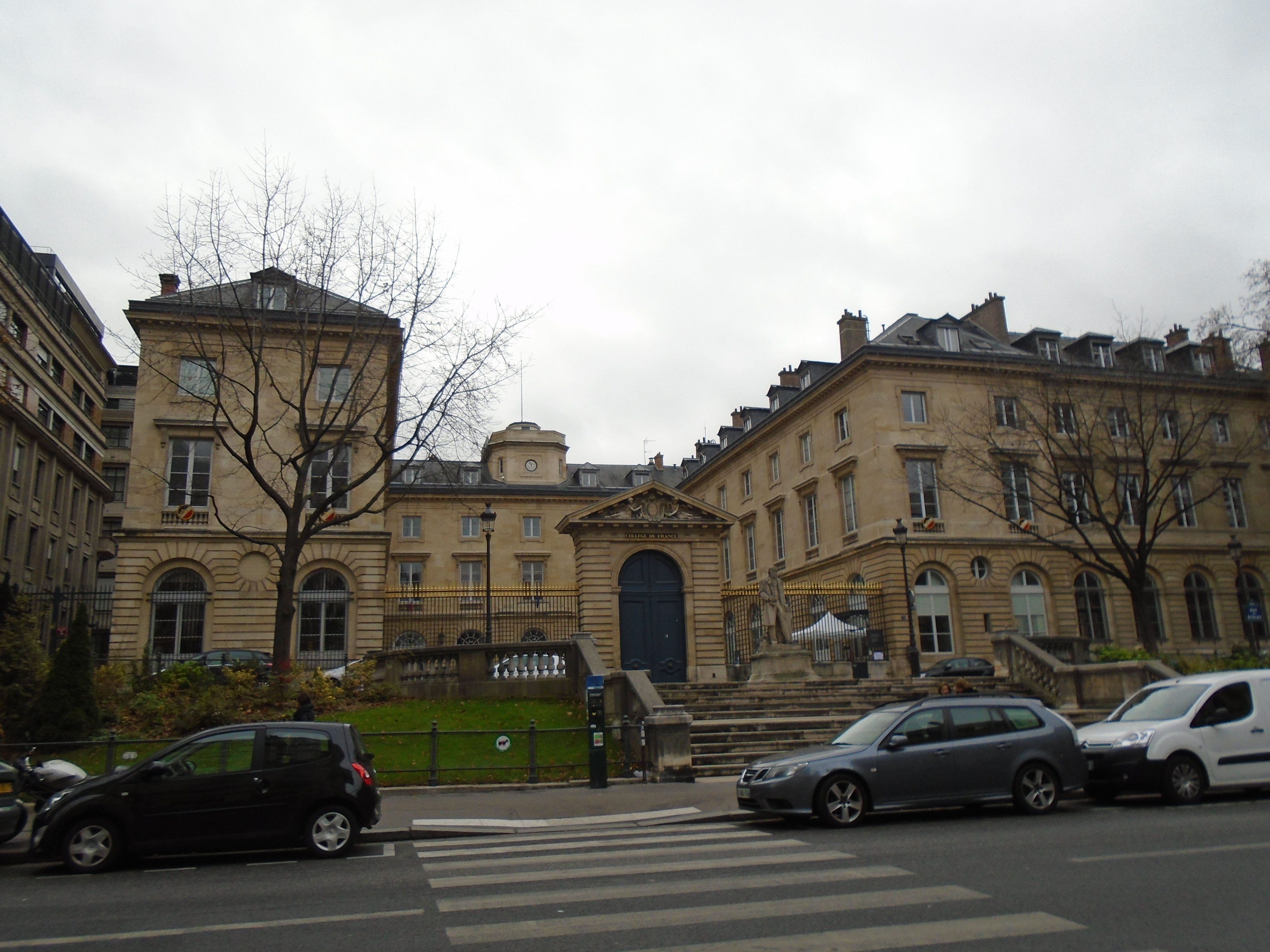
Здание Коллеж де Франс. Фото 12 декабря 2015 года

10 сентября 1807 года братья Шампольоны дилижансом отправились в Париж; 300-мильный путь они преодолели за три дня. Столица разочаровала Жана-Франсуа: после Фижака и Гренобля Париж казался мрачным, грязным и шумным. Всё это отражалось в письмах к брату, который вернулся в Гренобль. Напротив, интеллектуальная среда Парижа была для него весьма благоприятной — он стал посещать Коллеж де Франс, Высшую школу восточных языков и Национальную библиотеку. Был он допущен и в Египетскую комиссию. Арабским языком он занимался у Антуана Сильвестра де Саси. Сильвестр де Саси в тот период подступался к исследованиям Розеттского камня, но безуспешно. С Луи Ланглесом, основателем Школы восточных языков, Шампольон занимался персидским, но отношения с ним складывались непросто. Не оставлял он и занятий еврейским и арамейским языками, а после занятий в университете шёл на другой берег Сены в церковь св. Роха — совершенствоваться в коптском языке у выходцев из Египта. Здесь он возобновил знакомство и занятия с Рафаэлем де Монашисом, а также настоятелем церкви (его имя на письме он передавал как Cheftitchi Geha; имя его было Юханна Шефтиши).
К тому времени у Жака-Жозефа родился сын, деньги, которые он посылал Жану в Париж, приходили с большим опозданием. Шампольон-младший, увлечённый арабским языком, ещё во время беременности Зои Шампольон предложил назвать ребёнка по-арабски, — если родится мальчик — Али, а если девочка — Зубайда. Свои письма из Парижа он подписывал арабским именем «Асад Саид аль-Мансур». В письмах брату описаны жизненные обстоятельства Жана Шампольона. Напряжённые занятия привели к ухудшению здоровья: он страдал сильнейшими невралгиями и головными болями. Он существовал почти исключительно за счёт брата (назначенной ему казённой стипендии не хватало одновременно на еду и жильё), а попытка устроиться на работу в Национальную библиотеку не увенчалась успехом. Из-за дороговизны и просрочек по платежам пришлось сменить три квартиры. В особенно плачевном состоянии была одежда, он писал брату, что в буквальном смысле ходит sans culotte. Очевидным выходом из безденежья было устроиться на службу. Профессор Ланглес предложил ему занять место консула в Персии, но Шампольон отказался, не желая жертвовать наукой. В 1808 году Ланглес рекомендовал его как кандидата на пост консула в Египте, причём имя Жана-Франсуа в списке назначений шло первым. Когда Шампольон отказался во второй раз, разочарованный профессор не выдал ему удостоверения об окончании университетского курса.
Не имея средств на поездку домой, в каникулярное время Шампольон занимался написанием труда о Египте, который анонсировал в Гренобльской академии 1 сентября 1807 года. Черновик был готов к окончанию первого парижского года; работе сильно помогало то, что в Париже оказалось множество коптских рукописей, вывезенных наполеоновскими войсками из Ватикана. Сэр Уильям Джелл в своё время заявил, что, вероятно, не было такой коптской рукописи из европейских собраний, которую бы упустил из вида Шампольон. Работая с текстами, он пришёл к выводу, что существующие грамматики и словари коптского языка неполны, а иногда содержат ошибки и следует создать надёжные пособия, прежде чем браться за чтение иероглифов. В письме брату от 15 августа 1808 года, Шампольон сообщал, что окончательно доказал, что система письма на эпиграфических памятниках и в папирусах одна и та же. Впрочем, у него возникло искушение заниматься дополнительно ещё и этрусским письмом, которое он несколько легкомысленно объявил родственным коптскому; из этого допущения делался вывод, что этруски являлись выходцами из Египта. Брат решительно призвал его к систематическим занятиям, и это возымело действие. Летом 1809 года Шампольон сообщал, что начал грамматику фиванско-саидского диалекта коптского языка.

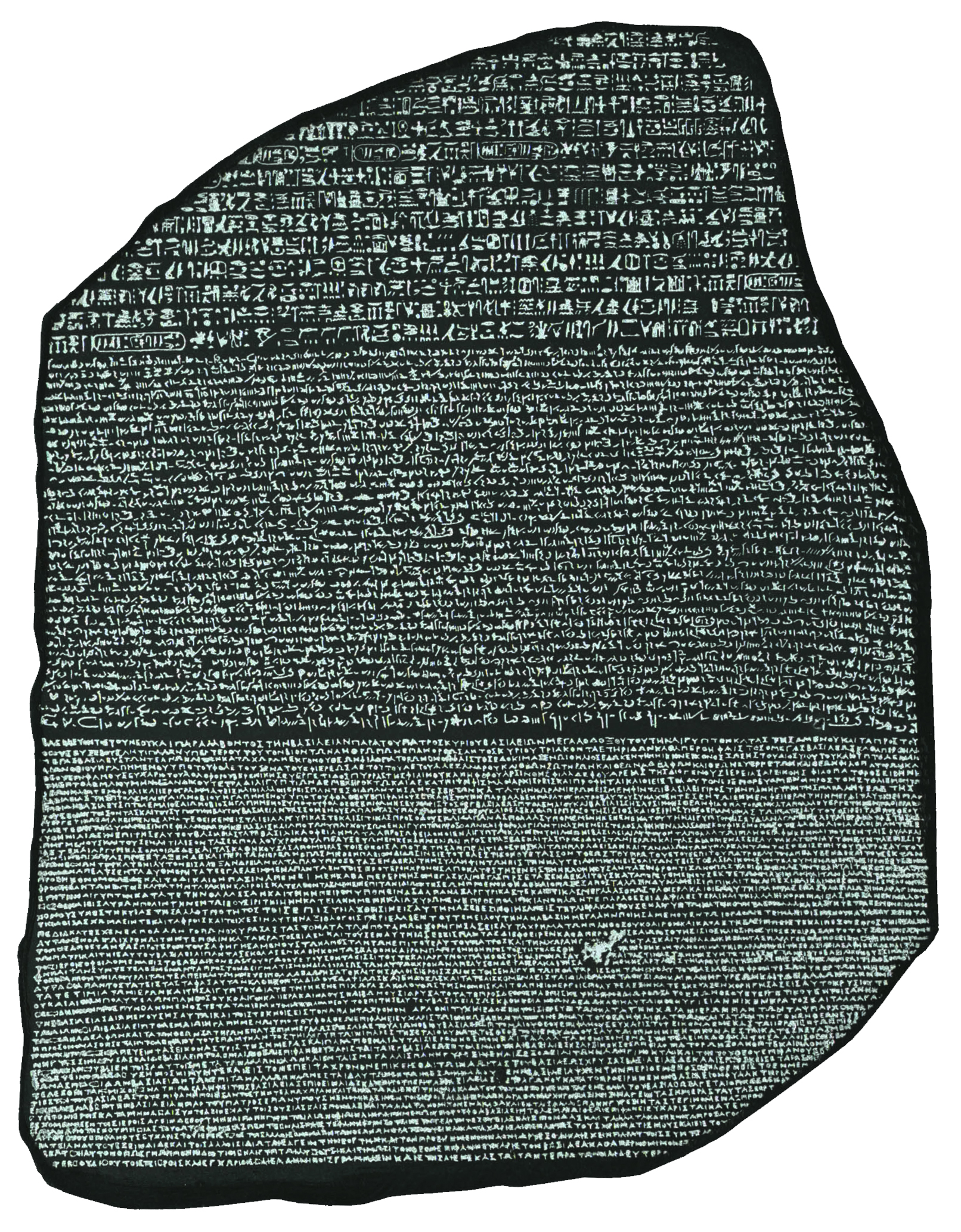
Розеттский камень

Примечательно, что у перегруженного интеллектуальной работой Жана Шампольона находилось время и для романтических устремлений. Из писем следует, что в течение года (от осени 1807 до осени 1808) переживал влюблённость в Полин Берриа — сестру жены своего брата; с октября 1808 года он вступил в отношения с замужней дамой — Луизой Дешам, старше его по возрасту, — с которой поддерживал связь до самого отъезда из Парижа.
Весной 1809 года в переписке братьев Шампольонов постоянно стал упоминаться Розеттский камень. 21 апреля Жан-Франсуа писал Жаку-Жозефу: «Ты советуешь мне изучить Розеттскую надпись. Это именно то, что я хочу начать». Он был допущен в дом Шарля-Филиппа де Терсана, знаменитого коллекционера древностей, который располагал полной копией текста Розеттского камня. Рассматривая демотическую часть надписи, Шампольон убедился, что она содержит некоторые знаки, вошедшие в коптский алфавит, в основном составленный на основе греческих букв. По мнению Шампольона, это полностью подтверждало правоту шведского лингвиста Иоганна Акерблада, который в 1802 году направил результаты своих исследований в виде послания своему учителю Сильвестру де Саси. Акерблад, зная коптский язык, смог прочитать в демотическом тексте Розеттской надписи несколько слов, не являвшихся именами собственными, но Сильвестр де Саси усомнился в его выводах.
Чтобы лучше освоить демотическую письменность, Жан-Франсуа стал вести личные записи демотическими знаками и пользовался ими для транскрипции коптских текстов. После его смерти образцы таких записей ввели в заблуждение разбиравшего его архив академика Солеи, который издал один из документов как подлинный демотический текст эпохи императора Антонина, переписанный рукой Шампольона. Об усвоении коптского языка Шампольон писал брату в марте 1809 года: «я знаю египетский язык так же, как и французский, и на нём я воздвигну свою работу о египетских папирусах». Он пришёл к выводу, что ему нечего больше делать в Париже. В августе прибыл Жак-Жозеф с известиями, что в Гренобле открывается университет, на должность профессора древней истории в который назначен Шампольон-младший. 15 октября 1809 года после двухлетнего отсутствия Жан-Франсуа Шампольон вернулся в Гренобль.

### Профессор в Гренобле

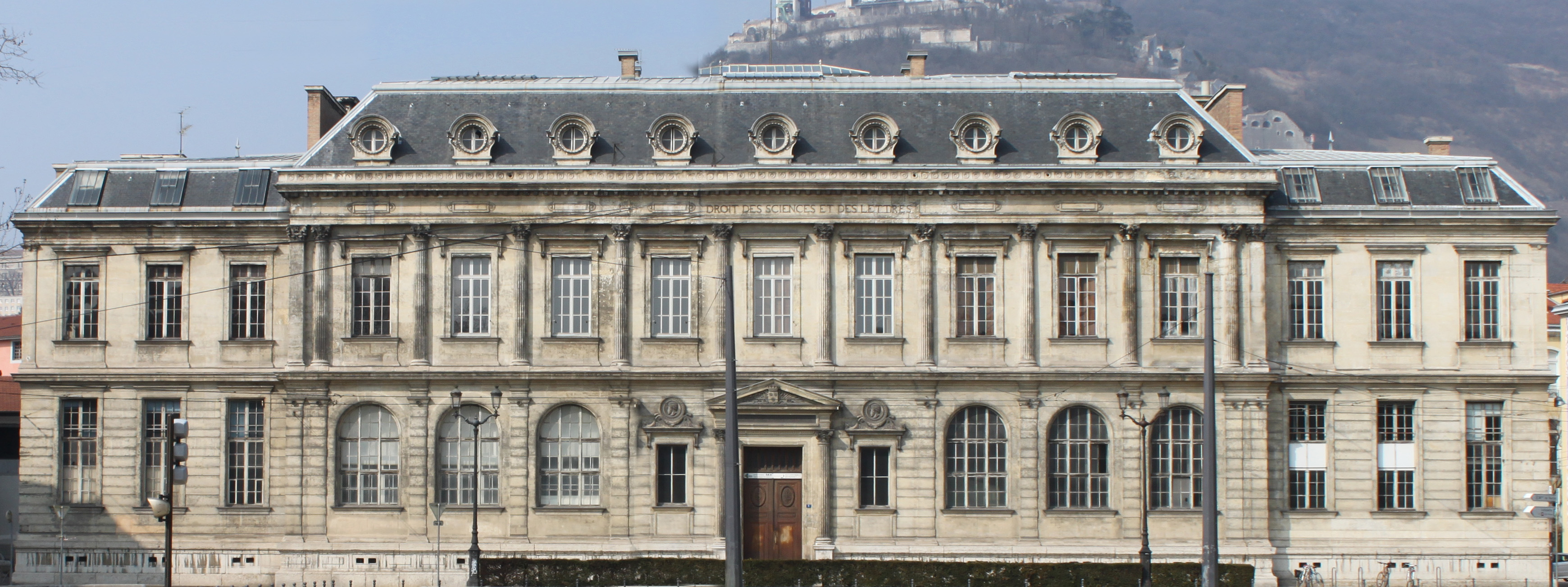
Здание Университета Гренобля на Верденской площади

В 18 лет Жан Шампольон был назначен адъюнкт-профессором благодаря инициативе великого магистра Парижского университета Луи де Фонтана, поддержанной депутатом Парламента от Гренобля. В первый год у Шампольона не было определённых обязанностей, поскольку университет проходил реорганизацию. После открытия университета весной 1810 года братья декретом Наполеона были удостоены докторской степени и профессорского звания. Поскольку у Жана-Франсуа не было собственной кафедры, его жалованье составило всего 750 франков в год — половину суммы казённой стипендии, которую он получал в Париже. Ведущие профессора в Гренобле получали 3000 франков, но отношение к молодому «выскочке» было настороженным. Вскоре Шампольонов взял под покровительство декан факультета литературы — Гаспар Дюбуа-Фонтанель, который одновременно занимал пост директора городской библиотеки (его заместителем был Жак-Жозеф). Он добился присуждения Шампольону-младшему персонального оклада в 2250 франков в год.

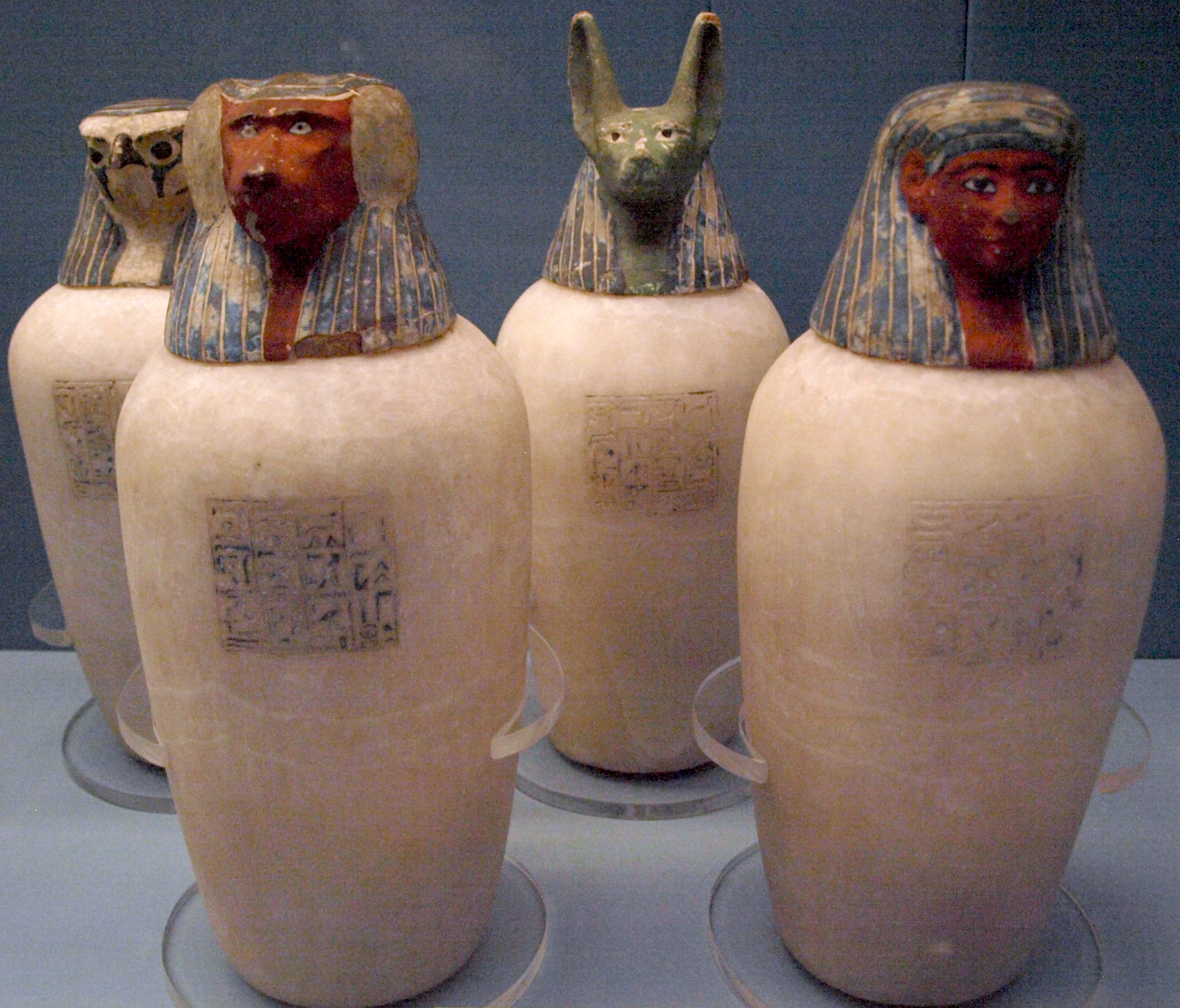
Канопы из коллекции Британского музея

30 мая 1810 года Шампольон прочитал свою первую лекцию по курсу истории, в которой осудил самодовольство историков, закосневших в почитании авторитетов. Шампольона вновь приняли в доме префекта Фурье, он также активно публиковал статьи, посвящённые древности, в журнале Annales du département de l’Isère, главным редактором которого был Жак-Жозеф. В плане дешифровки Розеттского камня наметился застой: Шампольон не понимал логики построения иероглифического письма и не считал возможным кодировать его какой-либо алфавитной системой. Напротив, демотику он считал именно алфавитом, но и в её чтении почти не имел прогресса. 7 августа 1810 года он читал в Академии Дофине доклад «Письменность египтян», в котором было сделано совершенно верное заключение, что демотика есть форма упрощённых иероглифических знаков. Здесь же он объявил, что иероглифическая письменность должна включать как идеограммы, так и детерминанты. В это же время Этьенн Катрмер объявил об успешном чтении иероглифов (что оказалось ложной сенсацией), и это резко стимулировало Шампольона в обобщении уже достигнутых результатов. В 1811 году в Гренобле увидела свет его первая монография. В 1812 году он попытался выделить «алфавитные» иероглифические знаки (определив 6 из них) и предложил стадиальную датировку четырёх видов египетского письма — от сложной иероглифики к упрощённой иератике, демотике и скорописи. Самым древним он считал наиболее курсивный шрифт (демотический), за ним, как он полагал, в хронологическом порядке следует иератическое письмо, из которого якобы возникло письмо иероглифическое. Все три вида письма он рассматривал как звуковые
системы, но лишь демотические и иератические письмена он считал строго алфавитными (в дальнейшем он отказался от этой идеи) Кроме того, он нашёл в египетском письме ещё четвёртый вид («тайнопись жрецов»), состоящий из символических иероглифов, которые Шампольон, вслед за Порфирием, называл анаглифами.
Также он впервые установил предназначение каноп — в одном из экземпляров, хранящемся в библиотеке Гренобля, он нашёл мумифицированные внутренности. В том же году он был назначен ординарным профессором древней истории. Это усилило нападки коллег (его обвиняли в якобинстве, тем более, что в своём курсе лекций Шампольон критиковал принятую тогда католической церковью хронологию, которой противоречили египетские источники). Все свои выводы Шампольон изложил в двухтомной монографии «Египет при фараонах», опубликованной в 1814 году в Париже.
Поскольку Шампольон был холостяком призывного возраста, ему угрожала мобилизация — Наполеоновские войны были в самом разгаре. Чтобы уберечь его от призыва, префект Фурье оформил его фиктивный перевод в Эколь-Нормаль, сотрудники и студенты которой были освобождены от военной службы. В 1813 году скончалась 29-летняя Полина Берриа, к которой Шампольон испытывал романтические чувства в течение долгого времени и даже выражал желание жениться на ней. Чтобы немного его взбодрить, Жак-Жозеф отправил Жана в Шартрёзское аббатство, которое было только что секуляризировано. Главной целью было спасение монастырской библиотеки, которая поступила в фонды Муниципальной библиотеки Гренобля. Среди «добычи» было около 2000 рукописей и инкунабул. В конце 1813 года Шампольон впервые встретился с будущей женой — Розиной Блан, дочерью богатого перчаточника, и очень быстро объявил о женитьбе. Отец Розины — Клод Блан — был категорически не согласен с такой кандидатурой на роль зятя: 23-летний Шампольон был беден (его лишили надбавки к жалованью) и пользовался неоднозначной репутацией из-за своих политических взглядов. Против женитьбы был и Жак-Жозеф, поскольку полагал, что Розина не сможет стать достойной подругой жизни для гения.

### Политические неурядицы. Томас Юнг

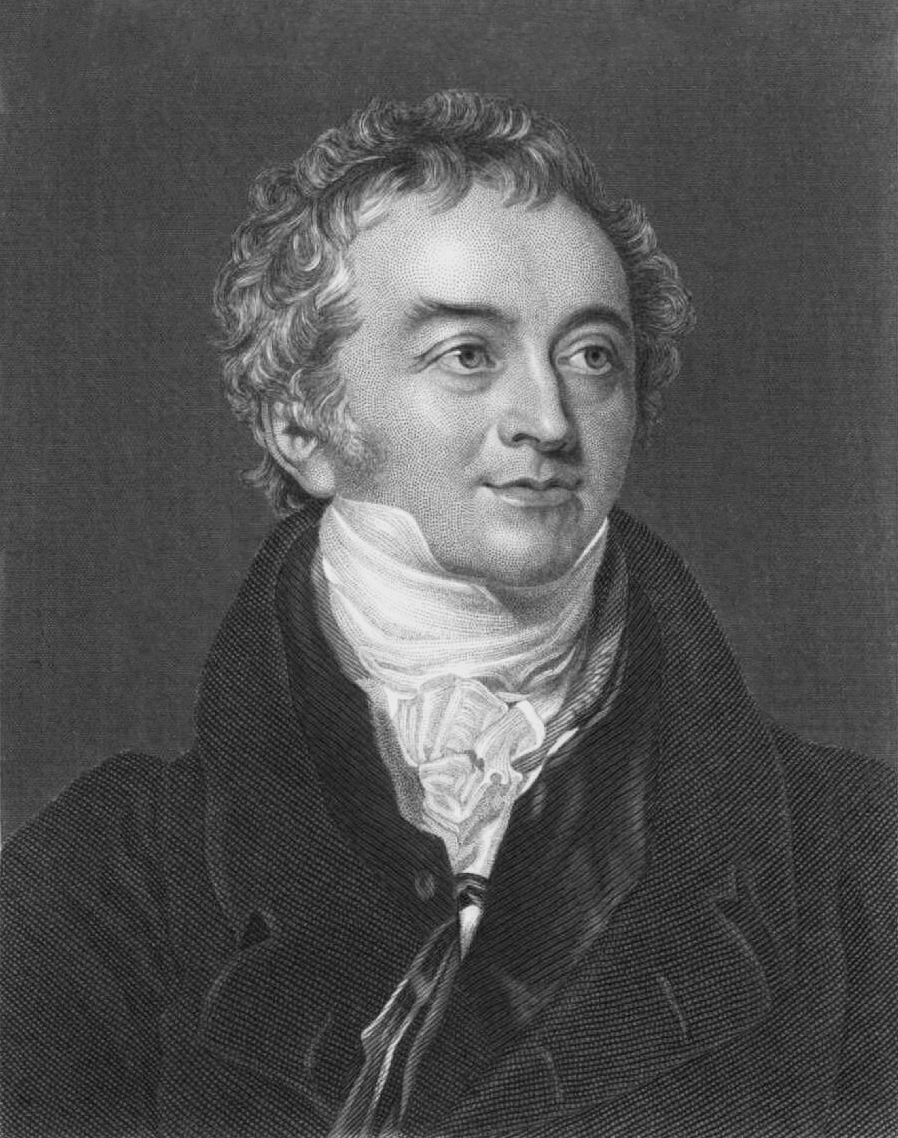
Томас Юнг. Гравюра по портрету Томаса Лоуренса

Положение Шампольонов не изменилось после первой реставрации Бурбонов, Жак-Жозеф даже был удостоен Ордена Лилии. Двухтомник «Египет при фараонах» посвящён Людовику XVIII, однако это была лишь вершина айсберга. Братья Шампольоны были убеждёнными бонапартистами, и во время Ста дней Наполеон, проезжая Гренобль 7 марта 1815 года, нанял Жака-Жозефа личным секретарём и наградил орденом Почётного легиона. Если верить анекдоту, мэр города представляя Бонапарту Жака Шампольона, умышленно назвал его Шамполеон. «Какое хорошее предзнаменование, — воскликнул император, — он носит половину моей фамилии!». Жан-Франсуа произвёл такое впечатление на императора, что получил разрешение на публикацию коптского словаря за счёт государства. Шампольон-младший 18 июня 1815 года опубликовал верноподданную статью, в которой восхвалял Наполеона как единственного законного правителя Франции. После низложения Наполеона начались неприятности: Академия отказалась печатать словарь, а оба брата были лишены чинов и званий и помещены под гласный надзор полиции.
В ноябре 1814 года Шампольон отправил экземпляр книги «Египет при фараонах» в Лондонское королевское общество. В сопроводительном письме говорилось следующее:

Темой моей работы является исследование египетских иероглифических надписей, которые составляют лучшие экспонаты Британского музея. Я имею в виду памятник, обнаруженный в Розетте. Мои усилия по части его дешифровки, кажется, увенчались некоторым успехом, и результаты, которые полагаю, достигнуты после продолжительной и упорной работы, дают надежду на дальнейшие открытия в будущем.
Адресат послания был ошибочным: Розеттский камень хранился в Лондонском обществе антикваров, однако секретарём Королевского общества по переписке с заграницей был врач Томас Юнг, чьим излюбленным хобби было изучение древних письменностей. Он состоял в переписке с Сильвестром де Саси, и как раз в 1814 году сообщил ему, что склонен считать верными выводы Акерблада, что дешифровка иероглифики возможна на основе коптского языка. В январе 1815 года Акерблад вступил с переписку с Юнгом. 41-летний англичанин охотно предоставил 23-летнему Шампольону свои статьи с достигнутыми им результатами по исследованию Розеттского камня.
А. Сильвестр де Саси следующим образом отреагировал на действия Юнга:

Если я могу дать вам совет, — то рекомендую вам не сообщать о ваших открытиях господину Шампольону. Он будет пытаться претендовать на приоритет в этой области. Во многих местах своего произведения он даёт понять, что он открыл значение многих египетских слов из Розеттской надписи. Я сильно опасаюсь, что это не что иное, как шарлатанство. Добавлю даже, что я имею большие основания так думать… Впрочем, я не сомневаюсь, что, если бы господин Акерблад, Эт. Катремер или Шампольон достигли реального прогресса в дешифровке египетского текста, они поспешили бы поделиться с широкой публикой своими открытиями. Скромность в этом случае была бы излишней, и никто из них не смог бы удержаться.

Как показали события 1815 года, главными для Сильвестра де Саси были политические и доктринальные взгляды: даже в наполеоновскую эпоху он не скрывал своих роялистских взглядов. Именно позиция де Саси была решающей, когда Академия отвергла публикацию словаря Шампольона. Когда Гренобль был занят австрийскими войсками (патриоты пытались не пустить их в город, с оружием в руках сражались Жан-Франсуа и его невестка Зоя Шампольон, «подобная древней амазонке»), исследователь решился на отчаянный политический шаг, и опубликовал песню республиканского содержания, которую широко подхватили в городе. После возвращения из Парижа Жака Шампольона братья ввязались в рискованную политическую авантюру, увенчавшуюся полным успехом: они организовали побег генерала Друэ д’Эрлона и переправили его в Мюнхен. В январе 1816 года Бурбоны закрыли Гренобльский университет и библиотеку, а в марте братья отправились в изгнание. Сохранился полицейский паспорт, выписанный 18 марта на Жана Шампольона, из которого следует, что он имел рост 1 м 70 см, чёрные глаза и волосы и плотное телосложение. Примечательна особая примета: лицо Шампольона было обезображено оспой — это единственное свидетельство о перенесённом им заболевании. На малую родину ссыльные прибыли 2 апреля.

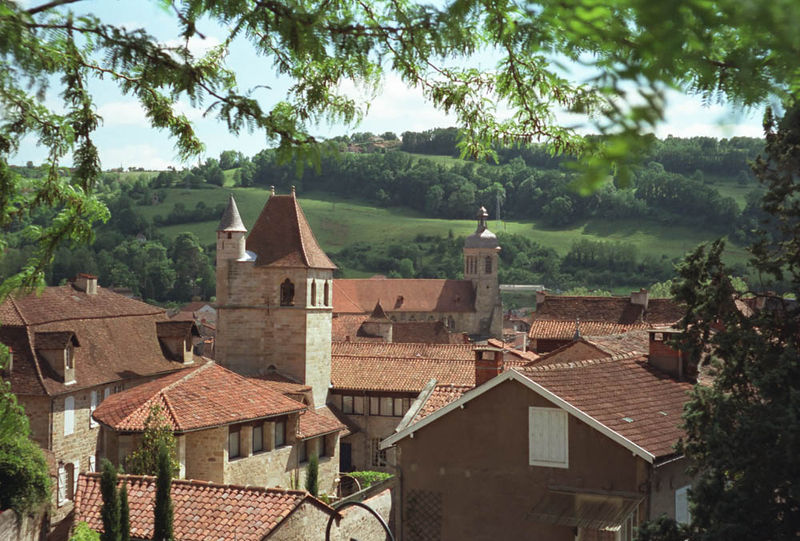
Вид Фижака. Фото 2006 года

В родительском доме оставался отец, так и не женившийся за 10 лет вдовства, и две незамужние сестры — Тереза и Мари. Отец к тому времени спился, а его книжная торговля пришла в полный упадок; уже после прибытия братьев Шампольон было объявлено о его банкротстве, им пришлось срочно спасать положение. Жак-Жозеф упоминал в письме к жене, что после Парижа и Гренобля в Фижаке едва ли можно найти 4 или 5 достойных собеседников. Выход нашёлся летом 1816 года, когда местный префект поручил Шампольонам найти древний галльский город Укселлодун, описываемый в «Записках о Галльской войне». Параллельно Жан-Франсуа работал над коптским словарём. В ноябре 1816 года Жак-Жозеф неожиданно получил прощение, тогда как младшему брату пришлось оставаться в провинции до следующего года. Пока старший брат ходатайствовал за младшего, Жан-Франсуа занялся внедрением ланкастерской системы в местной школе, в которой когда-то неудачно начинал учиться и которая была вновь открыта в июле 1817 года. Наконец, в октябре 1817 года, после 19 месяцев ссылки, Шампольону было разрешено вернуться в Гренобль.

### Гренобль, 1818—1821 годы

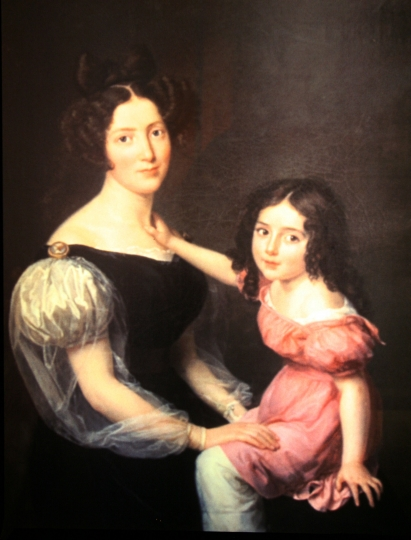
Портрет жены и дочери Шампольона работы неизвестного художника. Фижак, Музей Шампольона

В начале 1818 года либерально настроенный префект Изера Франсуа Шопен д’Арнувиль поручил Шампольону реализовать проект ланкастерской школы в Гренобле. В феврале школа на 175 учащихся начала функционировать (туда отдали и 9-летнего племянника Эме), вызвав новые нападки клерикалов и консерваторов. Далее префект поручил Шампольону составить документальный обзор формирования границы Франции и королевства Сардиния-Пьемонт в связи с обострением отношений. Шампольон сдружился с графом Лодовико Коста — пьемонтским посланником — и получил предложение занять кафедру Туринского университета, должность в котором хорошо оплачивалась. На тот момент этого реализовать не удалось, но у Жана-Франсуа появился стимул вернуться к египтологии. Жак-Жозеф Шампольон, пользуясь знакомством с непременным секретарём Института Франции Дасье, добился избрания Жана членом-корреспондентом Академии надписей и изящной словесности. 18 июня 1818 года Шампольон стал хранителем муниципальной библиотеки и 24 июля докладывал о своих работах в Академии Дофине, но содержанием доклада было признание невозможности определить систему иероглифики. Ещё 7 апреля он жаловался на это брату. Из-за малого жалованья он согласился на должность профессора Королевского Коллежа, учреждённого взамен наполеоновского Лицея, который когда-то он сам окончил.
В декабре 1818 года он сломил сопротивление семейства Блан и женился на 22-летней Розине, с которой общался и переписывался более пяти лет. Во время ссылки отец Розины — Клод — настоял на расторжении помолвки, но Розина, по-видимому, испытывала искренние чувства к Жану-Франсуа и настаивала на замужестве, идя против воли родителей. Шампольон также воспользовался помощью префекта, чтобы склонить в свою сторону будущего тестя. Жак-Жозеф по-прежнему не одобрял этого брака и не присутствовал на церемонии, проходившей 30 декабря в кафедральном соборе. Как показало время, брак был удачным. Воспоминания о настойчивости и преданности Розины Шампольон представил в 1826 году в переписке с итальянской поэтессой Анджеликой Палли; других источников личного происхождения не сохранилось.

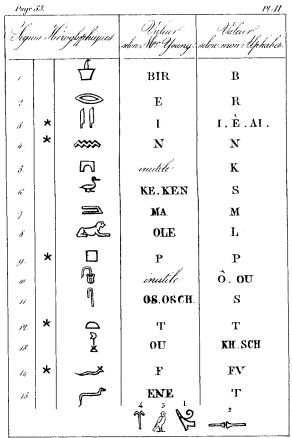
Сопоставительная таблица прочтения иероглифической записи имени Птолемей, сделанная Юнгом и Шампольоном, 1824

В 1818 году Шампольон отказался от признания фонетического характера за иероглифическими знаками. Это надолго застопорило работу, причём он не стал пересматривать теории даже тогда, когда установил, что глиф, изображающий рогатую гадюку, — 
| I9 |

 — в иероглифической надписи Розеттского камня обозначал местоименный суффикс 3-го лица единственного числа мужского рода и что к этому иероглифу восходила коптская буква для звука f (Ϥ), передающая тот же суффикс в коптском языке.
В 1819 году Т. Юнг опубликовал статью о Древнем Египте в «Британской энциклопедии», в которую включил иероглифический словарь, содержавший около 200 отождествлённых им лексем, в том числе лексем с Розеттского камня. Почти все они были ошибочными, однако он почти правильно прочитал имя фараона Птолемея и его супруги Береники. Работа Юнга была воспроизведена Дж. Бельцони в 1820 году в его отчёте о раскопках в Египте и Нубии. Важнейшим открытием Юнга этого периода было осознание двойственности египетского письма, которое включало идеограммы, не связанные со звучанием слова, и буквенные знаки, передающие звуки. Однако с его «Иероглифическим алфавитом» Шампольон познакомился позже, поскольку эти публикации не достигли Гренобля, а с парижскими египтологами он находился в ссоре.
В феврале 1820 года в департамент Изер был назначен новый префект, который принадлежал к партии ультраконсерваторов («ультрас»). Шампольоны почувствовали смену политического курса на себе: Жак-Жозеф потерял место в муниципальной библиотеке, что было освещено в прессе; в октябре на эту должность был назначен Жан-Франсуа. В конце января 1821 года скончался отец Шампольонов. 3 марта 1821 года Шампольон-младший был уволен из Королевского Коллежа. 20 марта в Гренобле вспыхнуло восстание против «ультрас» и префекта, в котором Жан-Франсуа принял решительное участие: по-видимому, именно он заменил белое знамя Бурбонов на триколор (над гренобльской Бастилией). Через день восстание было подавлено, а Шампольон уволен из библиотеки. Ходили слухи, что префект планировал арестовать его как антиправительственного агитатора и судить военным трибуналом. В эти же самые дни Шампольон закончил статью «Об иератическом письме древних египтян», основанную на иероглифическом и иератическом текстах «Книги мёртвых», репродуцированных в «Описании Египта». Он по-прежнему не понимал системы иероглифики и утверждал, что «это знаки вещей, а не знаки звуков». Важнейшим его достижением было окончательное доказательство того, что иератика, иероглифика и демотика являются родственными типами письменности, и он научился передавать демотический текст иератикой и наоборот; однако Юнг добился этих результатов пять лет назад.
В июне 1821 года Шампольон предстал перед городским судом Гренобля. В это же время Т. Юнг посетил Париж, а далее через Лион направился в Турин, но не стал заезжать в Гренобль к Шампольону. 14 июля Шампольон был полностью оправдан и немедленно отбыл в Париж.

## Париж. Дешифровка иероглифики (1821—1824)

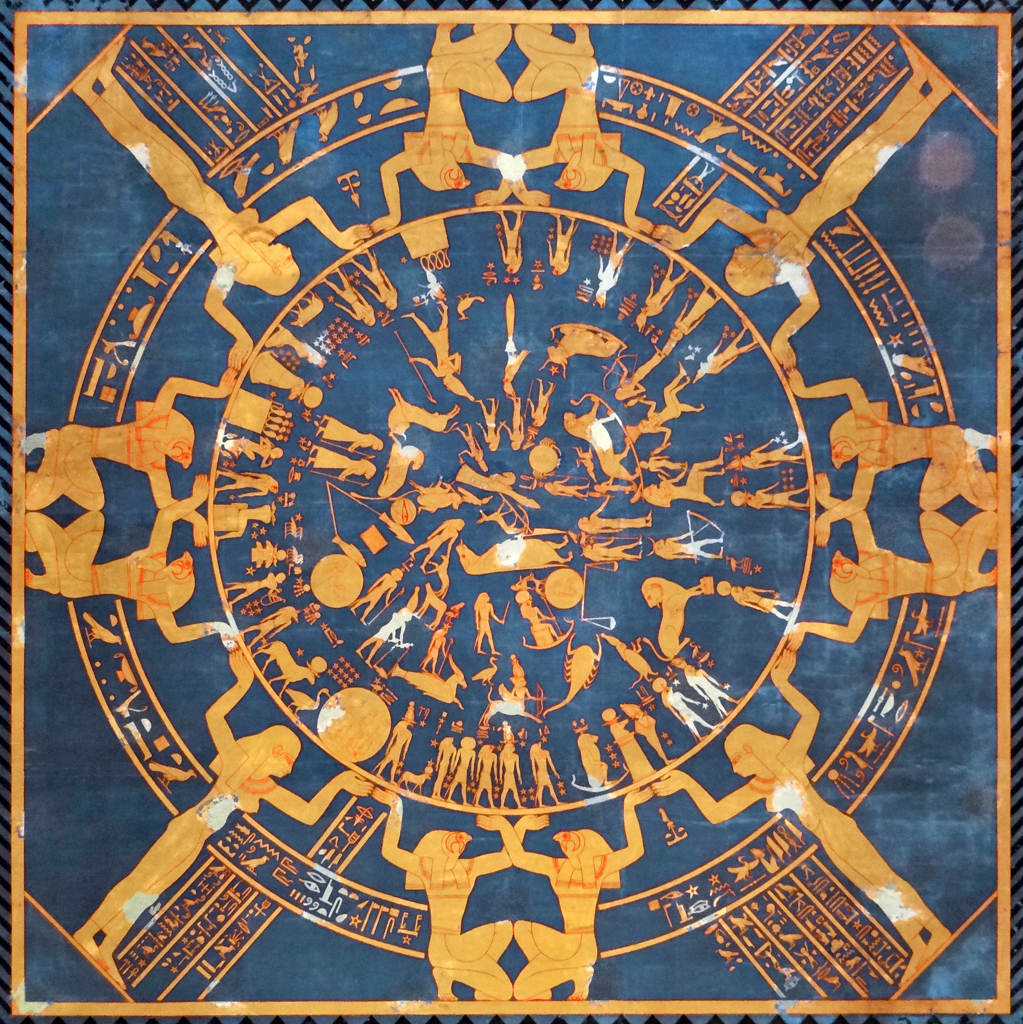
Реконструкция Дендерского зодиака из Нового музея в Берлине

Прибывшего в Париж 20 июля 1821 года Шампольона на первых порах разместил в своей квартире брат Жак-Жозеф, затем Жан-Франсуа и Розина сняли просторную квартиру на улице Мазарини, 28. Она находилась рядом с Институтом Франции и Академией надписей. Шампольон мучился сильнейшими головными болями и был погружён в депрессию. За его реабилитацию деятельно взялся старший брат, чья жена осталась с родственниками в Гренобле. В конце августа Шампольона-младшего пригласили прочитать доклад в Академию надписей, стали налаживаться академические связи. В сентябре в Марселе выгрузили Дендерский зодиак, доставленный из Египта, в Париж его привезли в январе 1822 года, что стало значительным событием, как в мире науки, так и в парижских салонах. Расчёты положения звёзд на каменном зодиаке давали разнообразные даты, в том числе 15 000 лет, что совершенно расходилось с позицией официальной католической церкви. Шампольон сразу заявил, основываясь на стиле изображений, что плита относится к греко-римской эпохе; впрочем, в тот период он не слишком интересовался зодиаком, будучи погружён в проблемы демотики. Волнение публики, однако, было так велико, что король распорядился купить каменную плиту за 150 000 франков, она была помещена в Королевской библиотеке (и только в 1919 году была перенесена в Лувр). Отдельное исследование зодиака опубликовал астроном Жан-Батист Био, датировав его 716 годом до н. э. Шампольону пришлось писать статью с опровержением — Био перепутал фигуры созвездий с собственно зодиакальным поясом, кроме того, не все изображения символизировали звёзды. Хотя он ещё был не в состоянии прочитать надписей, но исследование зодиака окончательно позволило Шампольону выделить знаки-детерминативы, обозначающие класс и тип объекта или группы объектов. Это открытие он смог перепроверить и на Розеттской надписи.

### Логика дешифровки

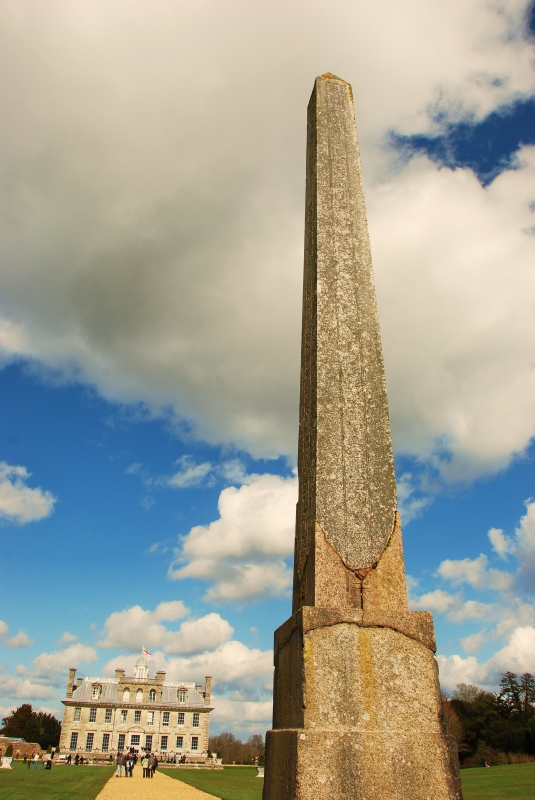
Обелиск с острова Филы на фоне усадебного дома поместья Кингстон-Лейси. Фото 2010 года

В августе 1821 года в докладе в Академии надписей Шампольон заявил, что в средней части Розеттского камня содержатся те же знаки, что и в верхней, иероглифической, только в более курсивном виде. Далее он предпринял частотный анализ текста, разбив его на группы знаков, предположительно, образующие отдельные слова. После этого можно было провести сплошное сопоставление повторяемости одинаковых демотических групп с греческим текстом, в котором подсчитывались слова, встречавшиеся равное число раз. В демотическом тексте удалось выделить имена собственные, а также сопоставить грамматическую структуру демотического и коптского языков. Однако структурный анализ не позволял читать текст. Шампольон нуждался в доказательстве наличия у древних египтян фонетической передачи языка. Основываясь на открытиях Акерблада, он составил собственный фонетический алфавит. Он прочитал записанные демотическими знаками греческие царские имена — Александр, Птолемей, Береника, Арсиноя, и шесть прочих собственных имён (в том числе Диоген и Ирина). Неожиданностью оказалось греческое слово σὑνταξις — «жалованье», также записанное фонетически демотическими знаками. Для проверки он обратился к демотическому папирусу Казати (названном по имени владельца, купившего его в Абидосе), в котором прочёл, кроме перечисленных, имена Эвпатора и Клеопатры. Это сообщение не было напечатано, но вошло в статью Жака Шампольона-Фижака, опубликованную в Nouvelles annales des voyages, de la geographic et de l’histoire (т. XVI) в 1822 году.

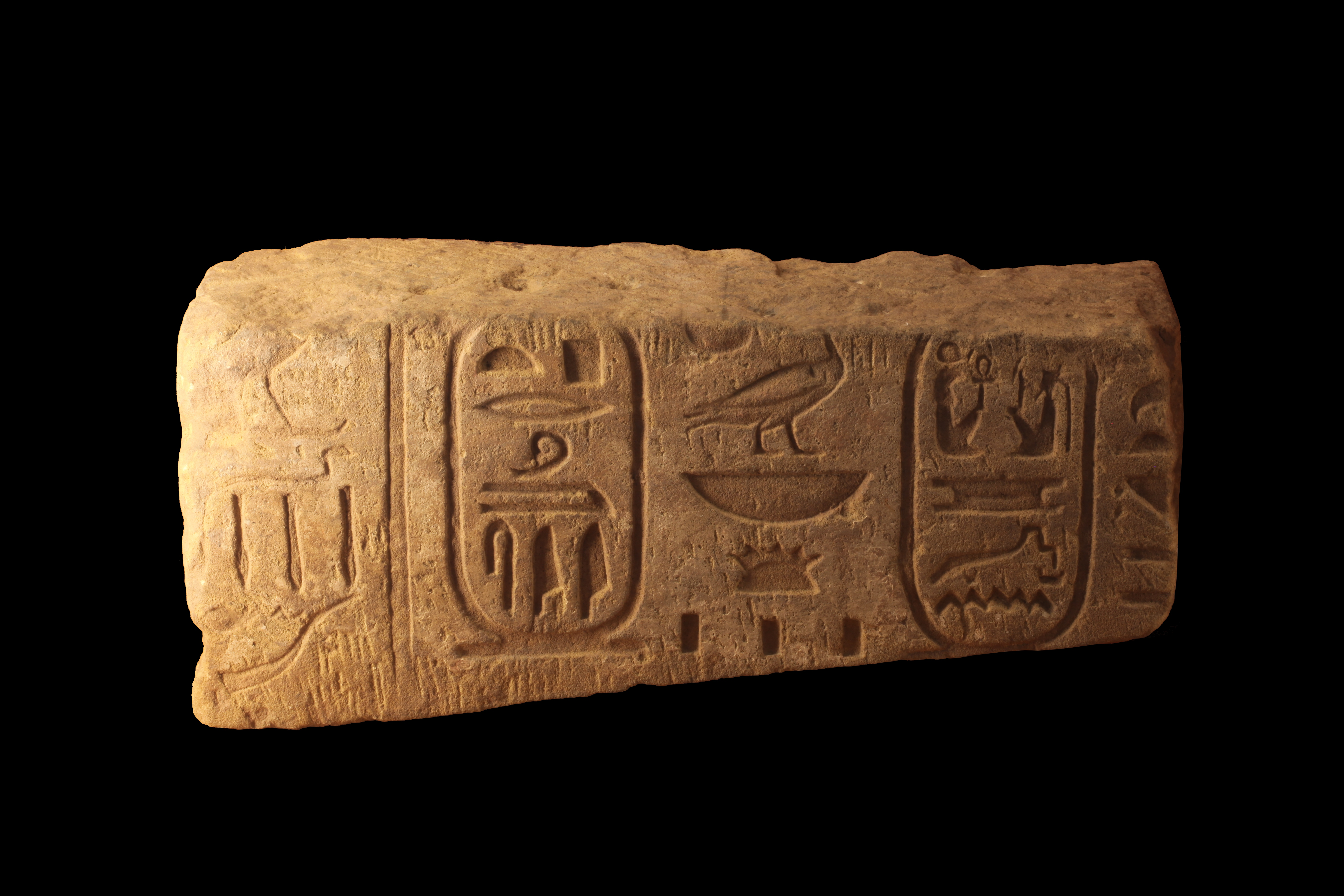
Иероглифическая запись имени Птолемея. Музей изящных искусств Лиона

К своему 31-му дню рождения Шампольон решительно взялся за иероглифическую часть Розеттской надписи. Ещё в 1819 году он установил, какой части греческой надписи Розеттского камня соответствует сохранившаяся
часть иероглифической надписи, и смог указать место, отвечавшее началу сохранившейся части иероглифики, которая, по его мнению, содержала приблизительно треть первоначального текста. Проведя частотный анализ, в декабре 1821 года он убедился, что 486 греческим словам соответствуют 1419 иероглифов, то есть в египетской части надписи оказалось бы значительно больше смысловых единиц, чем слов в его греческой части, если считать каждый отдельный знак идеограммой. Учтя повторяющиеся элементы, он свёл всю иероглифическую часть надписи к 166 различным знакам. Вывод был таков: существовали фонетические знаки для передачи иностранных слов и имён собственных. В демотических текстах фонетические знаки встречались и помимо терминов иностранного происхождения. К Новому году возникла идея, что собственные имена греческих правителей Египта в иероглифической надписи Розеттского камня должны быть написаны с помощью тех иероглифов, которые являются прообразами алфавитных знаков. К тому времени было известно, что имена правителей в иероглифических текстах заключались в картуши. Структурный анализ показал, в каком месте текста упоминаются царские имена; в уцелевшей части иероглифического текста осталось только имя Птолемея.

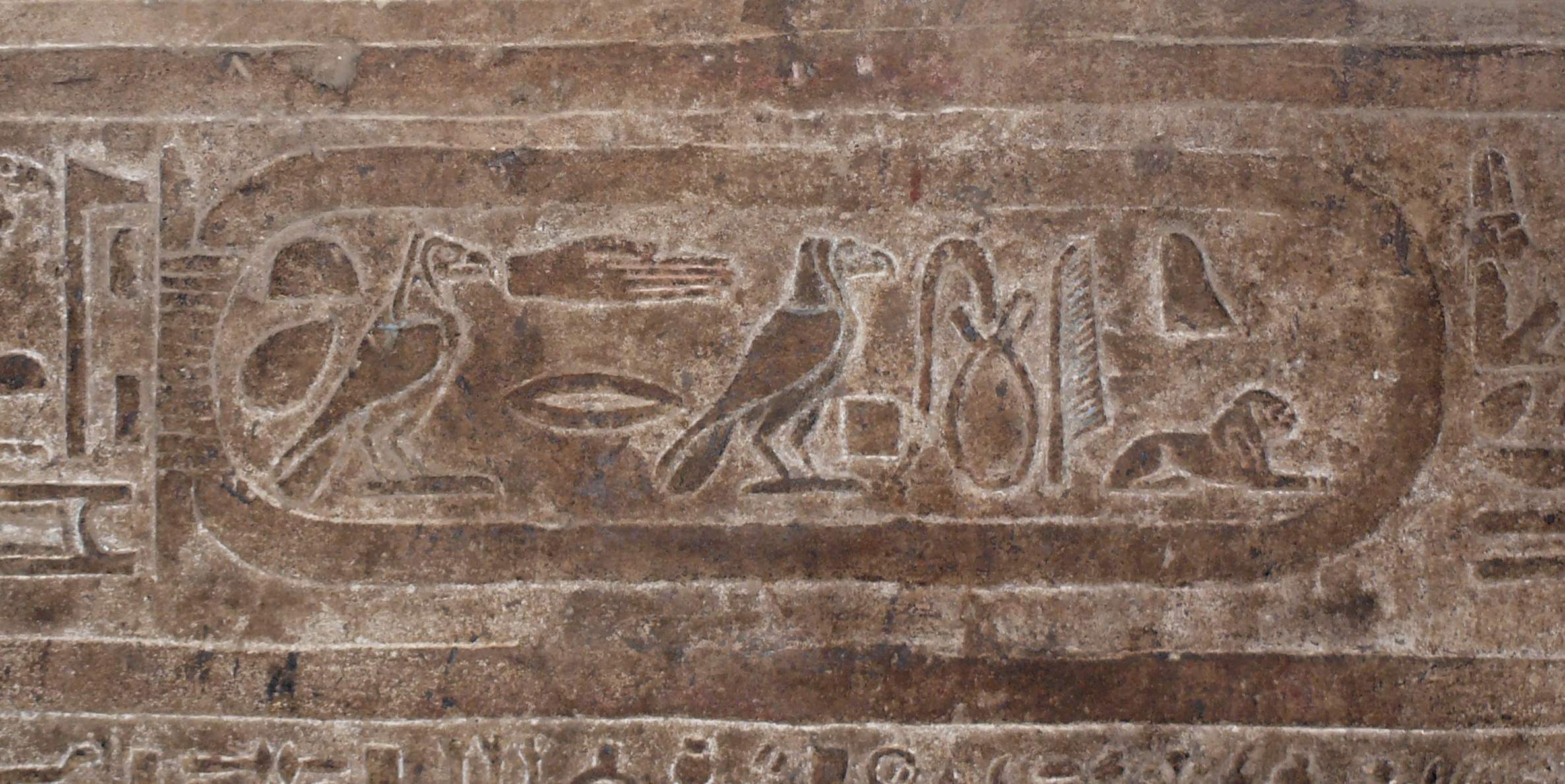
Иероглифическая запись имени Клеопатры. Храм Гора в Эдфу

В январе 1822 года в распоряжении Шампольона оказалась литография текста Лондонского обелиска. Он к тому времени научился различать мужские и женские имена в картушах (по двум знакам, стоящим в конце) и предположил, что парное имя на обелиске может обозначать Птолемея и Клеопатру. Данное сочетание было ценным потому, что некоторые буквы в обоих именах повторялись, если бы удалось доказать регулярное повторение иероглифических знаков, это явилось бы доказательством фонетического характера письменности. Для проверки Шампольон сопоставил демотическое написание имён Птолемея в Розеттской надписи и имя Клеопатры в папирусе Казати, обнаружив, что знаки, которые встречались в демотической записи, употребляются и в других местах с одинаковым фонетическим значением. Далее осталось по разработанному методу восстановить иероглифические эквиваленты для демотических знаков. Правота его подтвердилась: на литографии Лондонского обелиска он опознал иероглифические имена Птолемея и Клеопатры, причём второе он восстановил теоретически. В результате анализа двух имён Шампольон получил 12 иероглифических знаков, соответствующих десяти буквам греческого алфавита. Как и Юнг и Акерблад, он не придал особого значения возможности, что древнеегипетская письменность, как и древняя семитская, фиксирует только согласные (хотя и осознавал её). Дальнейший анализ имён Александра и Береники, дал искомый иероглифический алфавит, соответствующий 19 греческим буквам, предлогу и придыханиям, — всего около 60 фонетических знаков. С помощью этого набора были прочитаны титулы «Цезарь» и «автократор», часто встречающиеся в иероглифических текстах греко-римской эпохи; множество их репродукций имелось в «Описании Египта».

### «Письмо господину Дасье»
Поворотной датой для жизни Шампольона и развития египтологии стало 14 сентября 1822 года; впоследствии предыстория и события этого дня были сильно мифологизированы. Каноническая версия гласит, что утром этого дня Шампольон занимался отождествлением иероглифических эпитетов фараонов по Гермапиону (чей перевод на греческий язык надписи на одном из обелисков сохранился в труде Аммиана Марцеллина) и сопоставлял их с репродукциями из «Описания Египта». В то же самое утро ему доставили зарисовки из Абу-Симбела, сделанные его приятелем Гюйо. Обнаружив на рисунке имя фараона в картуше, он попытался прочитать его при помощи уже отождествлённых знаков и осознал, что способен понять имя правителя, не относящегося к греко-римской эпохе. Это было имя Рамзеса, известного по труду Манефона (уже известные знаки читались как mss, начальный знак солнца Шампольон счёл обозначением звука r, поскольку по-коптски Солнце звучит как «Рэ»). Не поверив самому себе, он взял другую иллюстрацию с картушем. Там присутствовали те же знаки, что и в имени Рамзеса; известные ему имели значение ms. Первый знак, — значение которого было неизвестно, — изображал ибиса, чьё имя в греческих источниках передавалось как Thoth. Аналогичную форму оно имело и в коптском языке. По определению Шампольона, первый знак являлся детерминативом, прочие указывали на фонетическое чтение и передавали имя Тутмоса, известного из труда Манефона как могущественного фараона древности. Т. Юнг в своей статье для «Британники» 1819 года также смог отождествить знак Тота, но не ассоциировал его с именем фараона. Шампольон убедился, что может читать написанные иероглифами имена древних египетских царей, не дублируемых данными греческого языка. Одновременно было доказано, что алфавитное иероглифическое письмо существовало у египтян задолго до эпохи греческого завоевания.
В биографии братьев Шампольонов, опубликованной их сыном и племянником Эме, дальнейшее описано так: Жан-Франсуа Шампольон бросился в Институт Франции — место работы своего брата (он располагался рядом с квартирой) и ворвался в его кабинет с криком: «Я добился своего! (Je tiens mon affaire!)», после чего потерял сознание и провёл в коме пять дней. Хронология последующих событий опровергает легенду: резюме своей работы Шампольон окончил 20 сентября, всё это время Жак-Жозеф хлопотал об общем собрании членов Академии надписей, назначенном на пятницу, 27 сентября. Монография «Письмо господину Дасье относительно алфавита фонетических иероглифов» (фр. Lettre à Mr. Dacier relative à l’alphabet des hiéroglyphes phonétiques) была литографирована ещё до объявленного доклада, а извлечение из неё помещено в Journal des savants в октябрьский номер.
«Письму господину Дасье» в историографии придаётся значение эпохального, оно знаменовало создание новой научной дисциплины — египтологии; по определению В. В. Струве, «открытие Шампольоном ключа к чтению письма древнего Египта дало историкам возможность изучить историю и культуру, пожалуй, первого по времени цивилизованного народа мира, преодолевшего варварство на несколько тысячелетий раньше, нежели греческий народ». Содержательно этот трактат начинается со ссылок на предыдущие доклады Шампольона (оба прочитаны в августе, соответственно, 1821 и 1822 годов), а также описания успехов его предшественников — Сильвестра де Саси, Акерблада и Юнга. Изложив доказательства существования иероглифической «вспомогательной системы письма», — алфавитных знаков для передачи чужеземных собственных имён, — Шампольон разъяснял акрофонический метод образования фонетических знаков. Данная теория признавалась полностью приложимой к фонетической составляющей демотических текстов. О своём открытии 14 сентября Шампольон не стал писать прямо, ограничившись упоминанием, что иероглифические фонетические знаки, применявшиеся «для передачи звуков греческих или римских собственных имён, употреблялись также в иероглифических текстах, высеченных задолго до появления греков в Египте». Их значение аналогично записям в картушах греко-римской эпохи. Косвенным доказательством древности системы фонетической записи служил тот факт, что данный «алфавит» был плохо приспособлен для передачи греко-римских имён, которые искажались подчас до неузнаваемости. В заключении очерка Шампольон высказал мысль о египетском происхождении европейского алфавитного письма.
В своё выступлении в Академии 27 сентября, Шампольон повторил тезисы «Письма…» и дополнительно высказался по поводу датировки Дендерского зодиака, поскольку в одной из надписей в картушах отчётливо читалось «автократор» — греческий эквивалент римского императорского титула (Юнг ранее ошибочно принял его за «Арсиною»). На его выступлении присутствовали и Юнг, и Сильвестр де Саси; именно тогда состоялось личное знакомство Юнга и Шампольона — представил их друг другу астроном Ф. Араго. На следующее утро Юнг был приглашён на квартиру Шампольона, где его встретил тёплый приём. В частности, Шампольон охотно позволил ему познакомиться со своими выкладками и документами и даже позволил скопировать часть папируса Казати. Далее сам Шампольон в компании Араго посетил Юнга в отеле, где тот остановился, и даже был представлен его супруге. Расстались они дружески, но Юнг после возвращения испытывал досаду, что находясь на верном пути, не сделал решающего шага, в отличие от своего молодого французского коллеги. Это породило в нём, по мнению Р. и Л. Аткинсов, чувство ревности.

### Полемика с Юнгом. «Очерк иероглифической системы древних египтян»

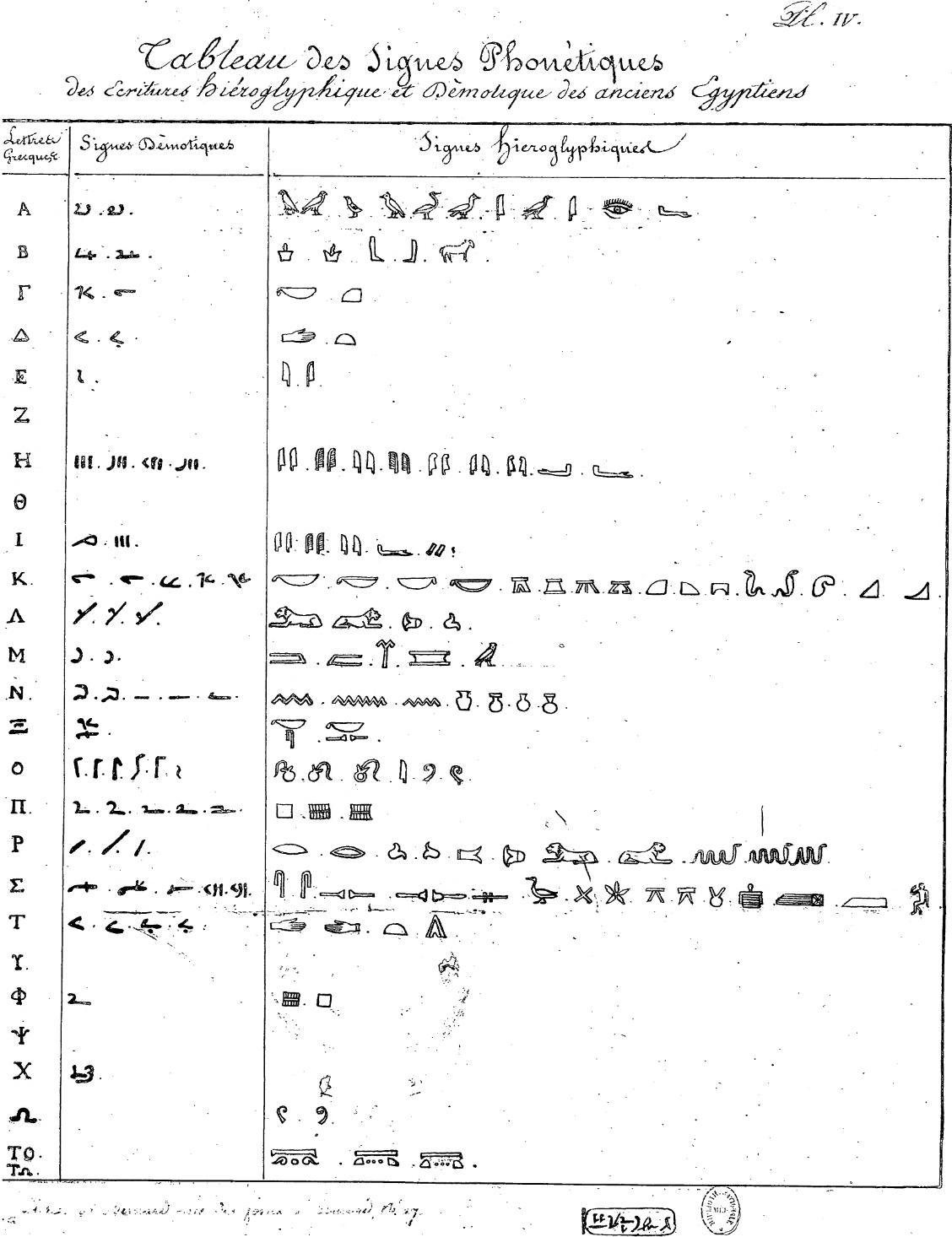
Таблица фонетических знаков из «Письма господину Дасье», издание 1822 года

Обнародование Шампольоном «Письма господину Дасье» было с восторгом принято французским обществом и стало сенсацией общеевропейского масштаба. Отчасти она наложилась на политический момент — англо-французские противоречия после свержения Наполеона не ослабели. В сфере египтологии они причудливо выразились в конфликте о принадлежности Розеттского камня, который в конечном итоге был выставлен в Британском музее. Отношения Юнга и Шампольона на этом фоне не могли не принять форму соревнования, первенство в котором рассматривалось как политическая победа. Новый покровитель Шампольона — герцог Пьер Луи де Блакас д’О (они познакомились в связи с экспертизой Дендерского зодиака) — добился приёма на самом высоком уровне, и в феврале 1823 года египтолог получил через герцога золотую табакерку с надписью: «Король Людовик XVIII месье Шампольону-младшему по случаю его открытия иероглифического алфавита».
В Великобритании не могли оставить этого без ответа, и в 55-м томе лондонского журнала Quarterly Review (1823) появилась анонимная статья, в которой доказывалось, что иероглифический алфавит не может быть использован для чтения иероглифических текстов, поскольку применялся только для транскрибирования греко-римских имён собственных. Открытие алфавита было закреплено за Юнгом. Это утверждение было услышано в Европе и нашло отражение в собственной статье Юнга 1823 года «Сообщение о некоторых новых открытиях в области иероглифической литературы и египетских древностей, с приложением подлинного алфавита автора, дополненного Шампольоном». Она была посвящена Александру Гумбольдту. Тезис о приоритете Юнга поддерживается и некоторыми учёными XXI века, в частности, В. Томсиновым.
Шампольон ответил критикам в трёх докладах, прочитанных в Академии надписей в апреле, мае и июне 1823 года. Он сразу же перешёл в наступление, задав слушателям вопрос: если методы Шампольона и Юнга тождественны, почему же столь различаются результаты их работы? Он заявил, что бессмысленно ставить вопрос о приоритете открытия, потому что методы исследователей имели мало общего между собою. По мнению И. Г. Лившица, Юнг и Шампольон основывались на единых предпосылках: оба признавали генетическую связь демотики и иероглифики и то, что картуши обозначали царские имена. Однако эти факты были открыты задолго до их полемики и описывались Олафом Тихсеном (он также распознал в иератике упрощённую иероглифику), Жомаром, Дегинем и Соэгой. Когда речь шла о фонетическом чтении, Юнг пошёл на механическое сопоставление знаков в картушах с иероглифами демотического текста и совершил важную ошибку: полагая, что египетское письмо фиксирует как гласные, так и согласные звуки (как в греческом), он считал некоторые иероглифы слоговыми или обозначающим дифтонги. Это было сделано на основе анализа имён Птолемея и Береники. Знак, стоящий в картуше Птолемея третьим, Юнг посчитал лишним, поскольку в Розеттской надписи он отсутствовал, а его соответствие в демотическом тексте он посчитал частью предыдущего знака. В итоге Юнг верно отождествил только пять фонетиков, а его система оказалась слишком сложной, поскольку он разделил знаки на три категории: алфавитные, одно- и двусложные. Все дальнейшие попытки её применения оказались безрезультатны. О возможности фонетического анализа египетских иероглифических групп, не обозначающих греческие слова, Юнг даже не ставил вопроса. Напротив, Шампольон, предположив внутреннюю однородность системы, сумел применить её на практике.
В 1824 году вышел в свет основной труд Шампольона, излагавший учение о системе египетского иероглифического письма: «Очерк иероглифической системы древних египтян, или изыскания об основных элементах этого священного письма, об их различных комбинациях и о связи между этой системой и другими египетскими графическими методами» (Précis du système hiérogliphique des anciens égyptiens, ou recherches sur les éléments premiers de cette écriture sacrée, sur leurs diverses combinaisonts, et sur les rapports de ce système avee les autres méthodes graphiques égyptiennes). Вся его первая часть посвящена разбору обвинений в плагиате со стороны Юнга. Во втором издании 1828 года в трактат было включено и «Письмо господину Дасье». Сам Шампольон следующим образом раскрывал цели и задачи своего труда:

Главной целью является показать, в противовес… к мнению… доктора Юнга,
1) что мой иероглифический алфавит применим к иероглифическим царским надписям всех эпох;

2) что открытие иероглифического фонетического алфавита является подлинным ключом ко всей иероглифической системе;

3) что древние египтяне употребляли его во все эпохи для передачи алфавитным путем звуков слов их разговорного языка;

4) что все иероглифические надписи составлены, в большей их части, из знаков чисто алфавитных и имеющих именно то значение, которое я установил;

5) я попытаюсь распознать характер различного рода письмен, одновременно употребляющихся в иероглифических текстах.

6) Я попытаюсь, наконец, вывести из всех этих предположений, поскольку они уже будут доказаны, общую теорию

иероглифической системы, опирающуюся на многочисленные применения её: эта теория будет одновременно, — я осмеливаюсь говорить об этом, так как она будет вытекать из фактов, — новой и достоверной. Она приведет нас сперва к распознанию, зачастую полному, темы и содержания довольно большого количества надписей, и при помощи последовательного ряда работ, которые она отныне делает возможными… она скоро даст нам полное понимание всех иероглифических текстов.

## Франция — Италия — Египет (1824—1832)

### «Египетский пантеон» и жизненные неурядицы

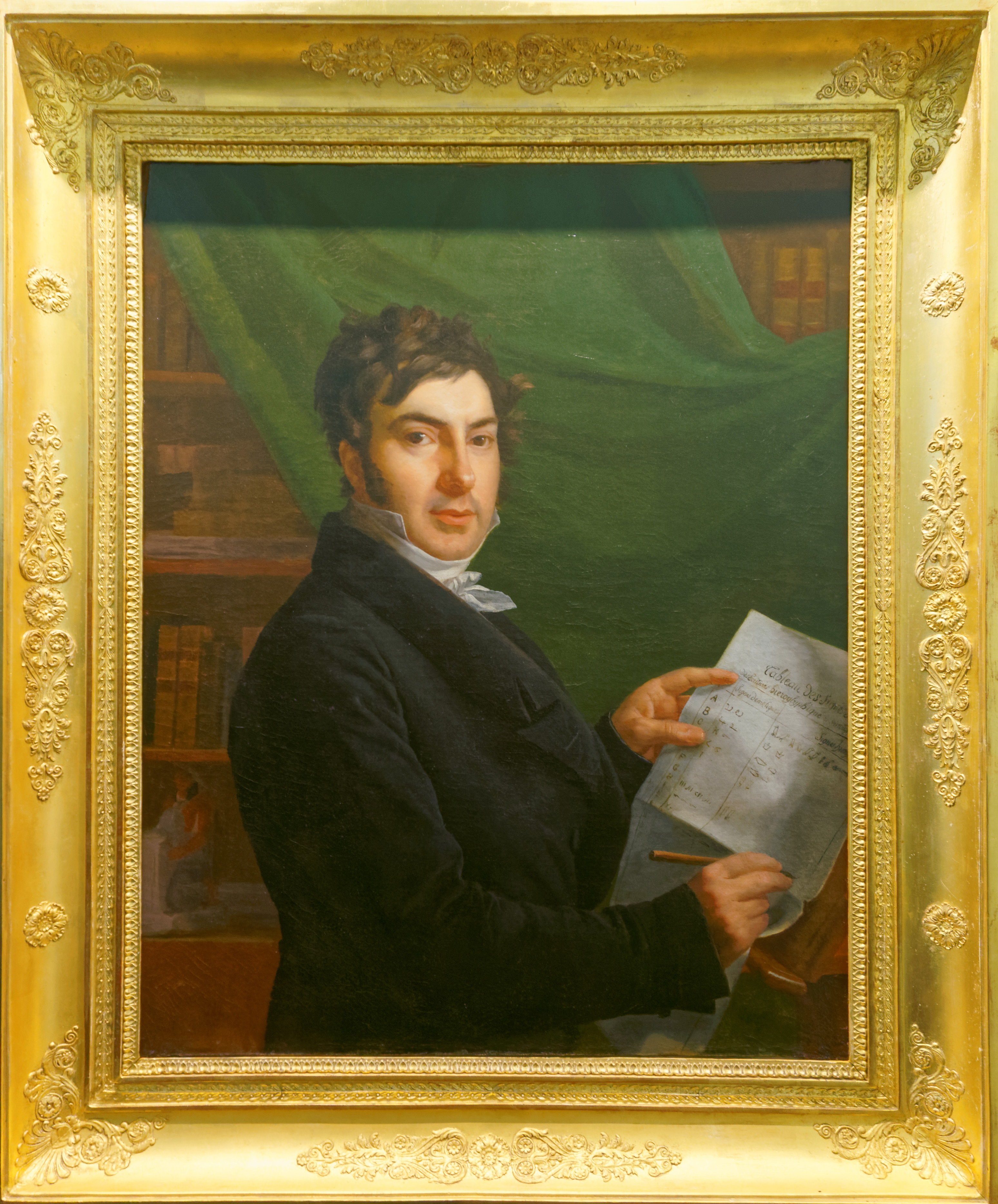
Мадам де Румийи. Портрет Шампольона, 1823

Выход в свет «Очерка» существенно поменял отношение к Шампольону в академическом сообществе. В Британии первым на его сторону встал Генри Солт, перепроверив данные французского египтолога, но при этом он заявил, что Шампольон мог больше сказать о методе Юнга, которым пользовался. В 1825 году Сильвестр де Саси объявил о своей поддержке бывшего ученика, опубликовав статью, в которой решительно отвергал претензии Юнга. Вероятно, это было связано и с позицией Шампольона в деле Дендерского зодиака. При этом непримиримым противником датировок и методов исследования стал Жомар, который отстаивал свою датировку в 15 000 лет. Шампольон, несмотря на равнодушие к делам религии, обратился к видному клерикальному деятелю Огюстену Тевене, и католическая церковь стала рассматривать его как полезного союзника (в этом контексте примечательно, что своей дочери египтолог решил дать протестантское воспитание). Шампольона поддерживали и другие учёные мирового уровня — Вильгельм фон Гумбольдт, Жан-Батист Био, Жорж Кювье.
Параллельно с работой по «Очеркам» Шампольон готовил издание «Древнеегипетского пантеона» — большого иллюстрированного издания, распространяемого отдельными выпусками. Главной целью его выпуска были деньги — Шампольон после отставки в Гренобле не имел постоянного заработка и не мог больше пользоваться поддержкой брата и долготерпением жены. Выпуск «Пантеона» шёл с июля 1823 по конец декабря 1824 года. Главным достоинством этого труда были большие цветные иллюстрации с изображениями соответствующих божеств, которые сопровождались иероглифическими надписями. Поскольку первые выпуски вышли в свет ещё до окончательной публикации иероглифической системы, они вызвали нападки противников Шампольона, которые сомневались в корректности отождествления божеств и их изображений. По мнению Мишеля Деплана, «Пантеон» позволял до известной степени судить о взглядах самого Шампольона. Его главной задачей в данном труде была иконографическая каталогизация, которую он провёл по триадам, основываясь на герметической традиции. Вероятно, в деистской манере он находил глубинный монотеизм за символами многобожия.
Экземпляр «Пантеона» его автор отправил и Юнгу, что вызвало у того сильнейшее раздражение. Он уже устал от поднятой вокруг иероглифики шумихи и планировал отойти от дел — впрочем, это было только первое из нескольких аналогичных его заявлений.
В 1824 году у Шампольона было несколько причин для беспокойства: во-первых, пользуясь болезнью герцога де Блакаса, противники египтолога в Академии добились сокращения расходов на издание «Очерка», что уменьшило тираж и ухудшило качество издания. Жена Шампольона — Розина, которой удалось забеременеть, вынуждена была уехать в Гренобль ухаживать за больным отцом, который скончался в конце января. 1 марта 1824 года в Гренобле родилась единственная дочь Шампольонов, названная Зораидой. Кроме того, начались имущественные споры между Розиной и её братьями, причём вопрос о её приданом также не был решён к тому времени. Резко ухудшилось состояние здоровья Жана-Франсуа: в письмах к брату он жаловался на спазмы, которые мучили его каждые четверть часа. В конце января Жак-Жозеф прибыл заботиться о младшем брате, вместе они отправились к профессору Ланглезу в поисках поддержки и в результате присутствовали при его последнем часе: он скончался 28 января. Только в марте удалось добиться получения королевского посвящения на «Очерки» и, как следствие, казённого финансирования. 29 марта состоялась аудиенция у короля Людовика XVIII.

### Первое путешествие в Италию

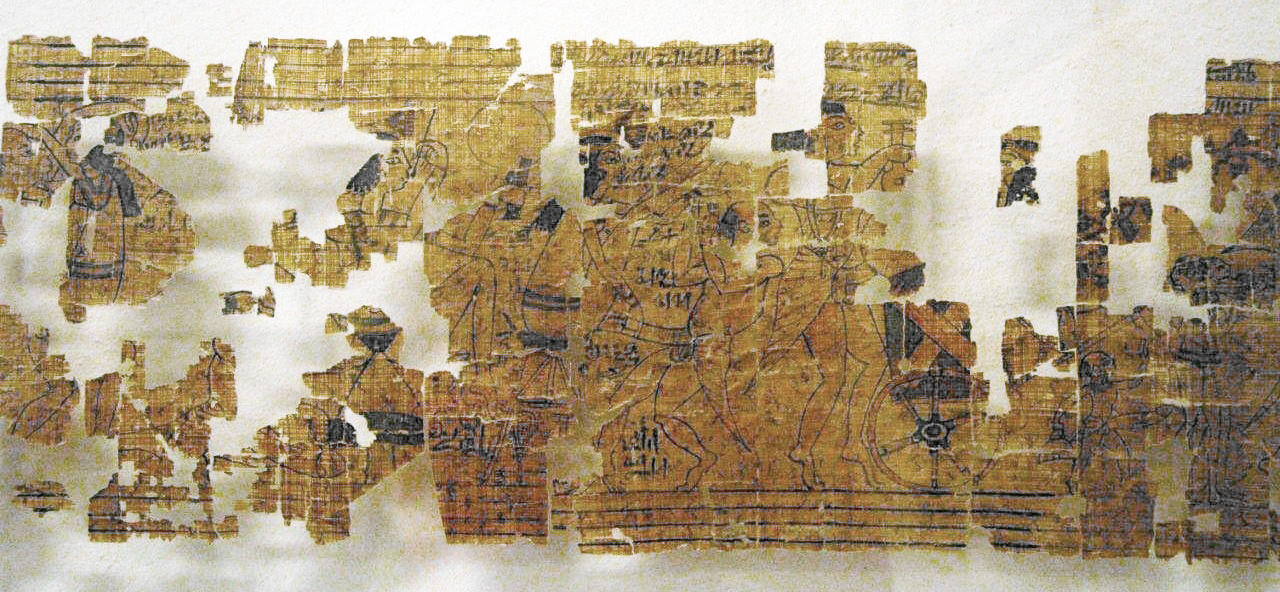
Туринский эротический папирус, шокировавший Шампольона

После выхода в свет «Очерков» Шампольон осознал, что для дальнейшей дешифровки иероглифики он нуждается в большем количестве разнообразных текстов. Недруги (включая Жомара) упрекали его в том, что он никогда не бывал в Египте, но на первых порах искомое он мог обрести в Турине и Риме — единственных на тот момент хранилищах больших коллекций египетских древностей. 15 февраля 1824 года Шампольон написал заместителю министра внутренних дел Сардинского королевства Лодовико Коста, с которым был знаком ещё по Греноблю. В Италию (через министерство иностранных дел) были отправлены его работы. Египтолог обратился к герцогу Орлеанскому — будущему королю Луи-Филиппу — с целью добиться государственной командировки в Турин для изучения коллекции Бернардино Дроветти. Существенную поддержку оказал и герцог де Блакас, назначенный послом в Неаполь. Всё было готово к отъезду ещё в мае, но неожиданно затянувшаяся зима сделала непроходимыми альпийские перевалы. Поскольку были деньги и свободное время, Жак-Жозеф решил совершить поездку в Лондон, чтобы, наконец, увидеть оригинал Розеттского камня и познакомиться с коллекциями Британского музея. По ряду причин поездка оказалась чрезвычайно краткой и о ней почти ничего неизвестно. По сообщению директора Туринского музея Д. К. ди Сан-Квинтино, зафискированному спустя два года, Шампольон ограничился единственной, но ёмкой фразой: «англичане — варвары». Э. Робинсон, учитывая то, что директор Сан-Квинтино был противником Т. Юнга, и что не существует ни одного британского свидетельства лондонской поездки Шампольонов, предполагал, что она так и не состоялась.

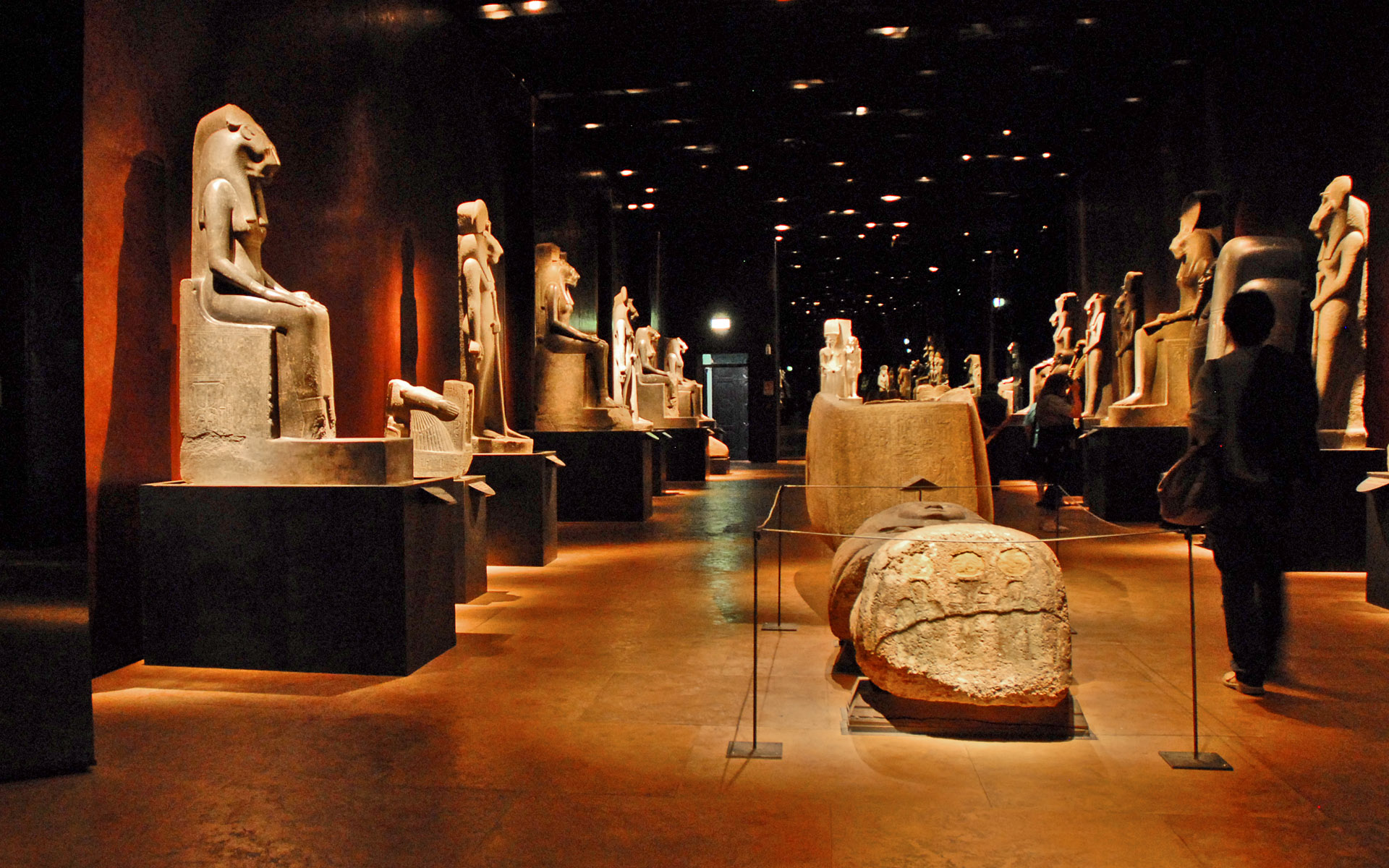
Современный вид экспозиции Египетского музея в Турине. Фото 2011 года

Выехав из Парижа, братья Шампольоны отправились в Гренобль, где остановились в доме Жака-Жозефа в Вифе, южном предместье. Здесь Жан-Франсуа воссоединился с женой и впервые увидел новорождённую дочь: из-за ожидания королевской аудиенции он даже не смог посетить семью. С супругами братья провели около недели, после вскрытия перевалов Шампольон отправился один и за три дня добрался до Турина (4 июня 1824 года). Граф Коста, назначенный к тому времени министром иностранных дел, прибыл в город 10 июня и немедленно посетил Шампольона. Тот к тому времени смог начать работу с коллекциями Дроветти и был потрясён масштабами собрания. Среди первостепенных для себя находок в письме брату он отметил 171 папирус, среди которых был и знаменитый Туринский царский папирус — 164 фрагмента, на которых читались списки правителей с первой по пятнадцатую династии. Оказалось, что имена в значительной степени совпадали с последовательностью, приводимой у Манефона. Исследованию царского списка была посвящена специальная работа 1826 года: «Два письма господину герцогу де Блакас д’О относительно Туринского королевского музея, формирующего хронологическую историю египетских династий» (фр. Deux lettres à M. le duc de Blacas d’Aulps relatives au musée royal de Turin, formant une histoire chronologique des dynasties égyptiennes).
Среди прочих папирологических находок выделялся древний план гробницы в масштабе 1:28, как это известно сейчас — являющийся величайшей редкостью. Шампольон счёл, что это гробница Рамзеса III, позднее было установлено, что план фиксировал захоронение Рамзеса IV. Однако в этот раз у него не было времени заниматься подробными исследованиями коллекций — Шампольон был единственным на Земле человеком, способным хотя бы отчасти разбирать древнеегипетские тексты, и ему следовало как можно быстрее разъяснить свою систему исследователям Италии и побудить их работать далее в том же направлении. Перед отъездом из Турина он обнаружил в коллекции надпись, подобную Розеттской (с греческим, иероглифическим и демотическим текстом), которая была очень удобна для демонстрации методов дешифровки и прочтения иероглифики. Юнгу во время поездки в Турин в 1822 году не удалось снять с неё копию. Шампольон обнаружил, что в надписи упоминается Клеопатра и её сын от Юлия Цезаря — Цезарион. В общей сложности Шампольон провёл в Турине 5 месяцев, сильно подорвав здоровье: из-за особенностей климата он страдал одновременно ревматизмом и малярией, вдобавок проводя в музее весь световой день. Итальянский вояж хорошо документирован: Жан-Франсуа ежедневно писал брату и своим парижским коллегам.
Пока исследователь был в Италии, в Париже складывалась неблагоприятная ситуация: 16 сентября скончался Людовик XVIII и королём стал граф д’Артуа — Карл X, симпатизировавший «ультрас» и не забывший о гражданской позиции Шампольона. С другой стороны, король больше интересовался наукой и египтологией в частности, а Шампольон находился в поездке, финансируемой правительством. Испортились и отношения с директором Туринского музея Джулио Кордеро ди Сан-Квинтино. В январе 1825 года Шампольон решил уезжать, рассчитывая когда-нибудь продолжить работу. Оба брата Шампольона были избраны членами Туринской академии, несмотря на оппозицию со стороны Сан-Квинтино. Посетив Милан и Болонью, рано утром 11 марта Шампольон прибыл в Рим. Он оказался на распутье: кончались деньги, а покровитель — герцог де Блакас — был снят новым королём с должности посла. Вдобавок учёный нуждался в отдыхе и собирался обработать свои наблюдения за находками в Турине — прежде всего, канопы с надписями. Тем не менее, он совершил короткую поездку в Неаполь, где был принят королевской четой, 1 апреля посетил раскопки в Помпеях, а 10 апреля добрался до Пестума, иными словами, вёл себя как турист. В письмах брату упоминается и местное вино Lachryma Chrysti.

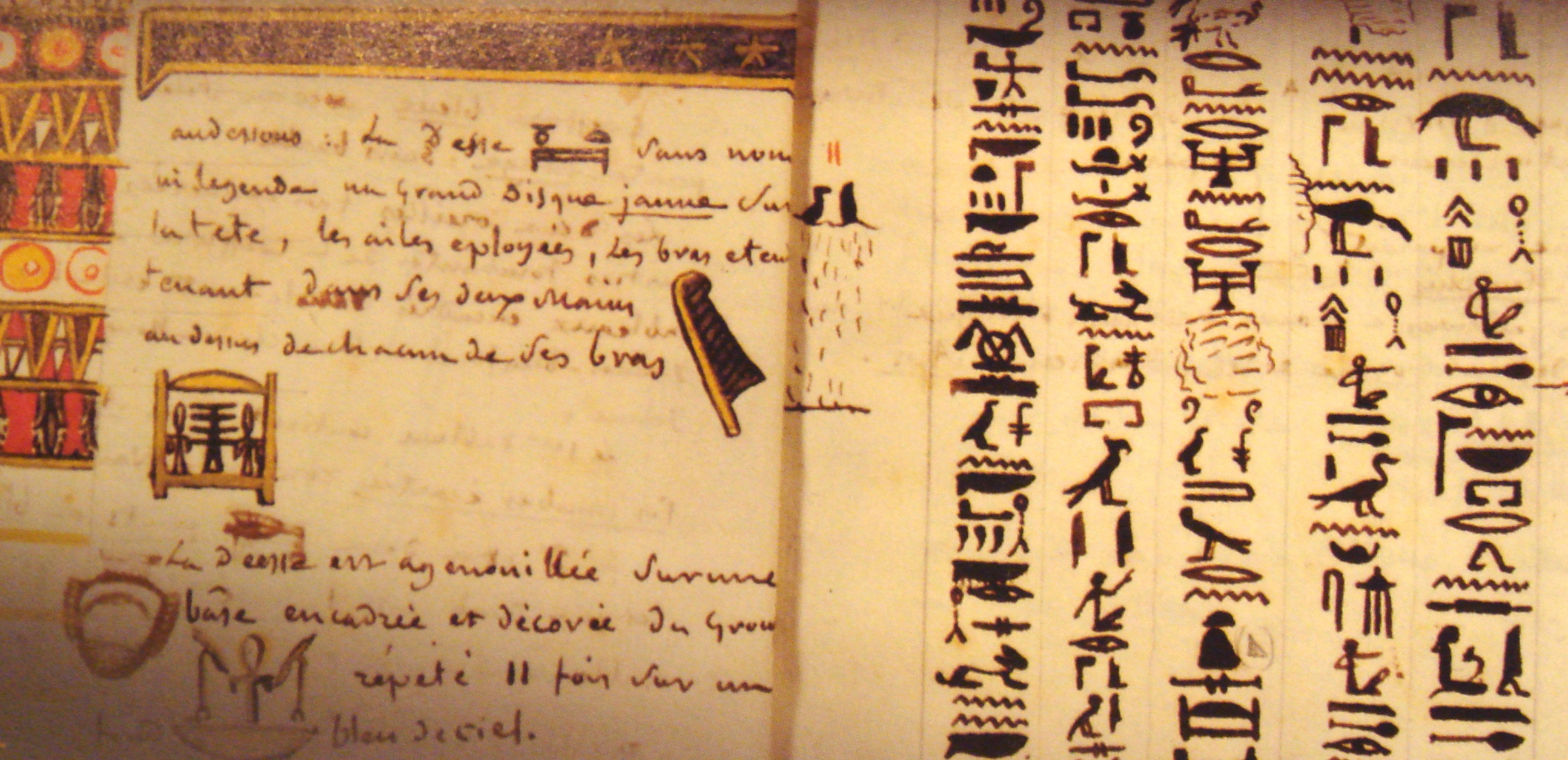
Записные книжки Шампольона

На обратном пути в Риме, 15 июня 1825 года, Шампольон был приглашён на аудиенцию к Папе Римскому Льву XII. Приём был очень любезным, понтифик разговаривал с учёным по-французски и в течение беседы трижды повторил, что тот оказал религии важнейшую услугу своими открытиями. Папа имел в виду историю с Дендерским зодиаком, которая подняла авторитет энтузиастов библейской хронологии. Если верить самому Шампольону, Папа всерьёз предложил ему пост кардинала, но он отшутился и сообщил, что женат и имеет дочь. Вскоре по инициативе понтифика Шампольон был награждён орденом Почётного легиона — через десять лет после старшего брата. Следуя во Францию, Шампольон посетил Флоренцию, Турин и Ливорно, везде интересуясь коллекциями египетских древностей. В Ливорно обосновался Генри Солт, собравший огромный музей, пока находился на посту британского консула в Египте. Французский исследователь оценил его фонды в 250 000 франков и даже признал, что собранные там произведения красивее, чем в Турине. Вернувшись в Турин, Шампольон довёл до конца каталогизацию египетской коллекции, на что потребовалось ещё три с половиной месяца. Несмотря на бури на альпийских перевалах, он решился ехать и 1 ноября благополучно вернулся в Гренобль, пробыв в Италии полтора года.

### Вторая поездка в Италию
Ко времени прибытия Жана-Франсуа в Гренобль дела требовали присутствия Жака-Жозефа в Париже, но младший брат предпочёл остаться с женой и дочерью. В это время французское правительство купило египетскую коллекцию Джузеппе Пассалаква и вело переговоры о приобретении коллекции Солта. На место учёного хранителя претендовали Эдме Жомар — главный редактор «Описания Египта» — и сам Шампольон. В конце февраля пришли известия, что король распорядился направить Шампольона в Ливорно для переговоров о приобретении коллекции Солта, которую он же должен был оценить. Для реализации этого проекта ему было ассигновано 5000 франков. Поручение было очень серьёзным, и уже 1 марта 1826 года египтолог выехал из Гренобля; альпийские перевалы ещё были завалены снегом, и переход был серьёзным риском для жизни. Шампольон убедился, что коллекция Солта намного больше, чем ему показалось в первый раз — часть наиболее громоздких экспонатов, особенно скульптур, ещё не успели привезти из Египта. В Ливорно он был немедленно принят в местную академию наук, а вскоре к нему прибыл Ипполито Розеллини — профессор университета Пизы, желавший освоить иероглифику. Розеллини также начал реализацию проекта экспедиции в Египет, в которой непременно желал сопровождать Шампольона. На церемонии в Академии Ливорно 2 апреля 1826 года, Шампольон встретил Анджелику Палли — 28-летнюю дочь одного из местных столпов общества, известную как талантливая поэтесса. Она читала на церемонии собственное стихотворение, посвящённое египтологу. Шампольон и А. Палли переписывались, по мнению Р. и Л. Аткинсов, он испытывал к ней романтическое влечение, но оно не было взаимным. Переговоры о приобретении коллекции Солта завершились успешно, Шампольон лично руководил её погрузкой на судно для перевозки во Францию. Коллекция Солта была положена в основу Египетского отдела Лувра, куратором которого и был назначен Жан-Франсуа Шампольон. Он не стал сопровождать груз, а предпочёл в компании Розеллини (ставшего основателем египтологии в Италии) посетить Флоренцию и Рим. В Риме Шампольон скопировал надписи на сохранившихся в городе египетских обелисках. Во время трёхнедельного пребывания в Риме он встретил одного из своих оппонентов — Густава Зейфарта. Личная встреча прошла мирно, несмотря на радикальное расхождение во взглядах: Зейфарт выводил коптский язык из древнееврейского, а иероглифику считал письменностью Ноя. В июне коллекция Солта достигла Гавра, а оттуда по Сене была доставлена в Париж. Распаковка и размещение коллекции требовали личного присутствия Шампольона во Франции. Посетив Неаполь, Пестум, Флоренцию и Венецию, он вернулся в Гренобль в конце октября.

### Куратор Лувра (1826—1828)

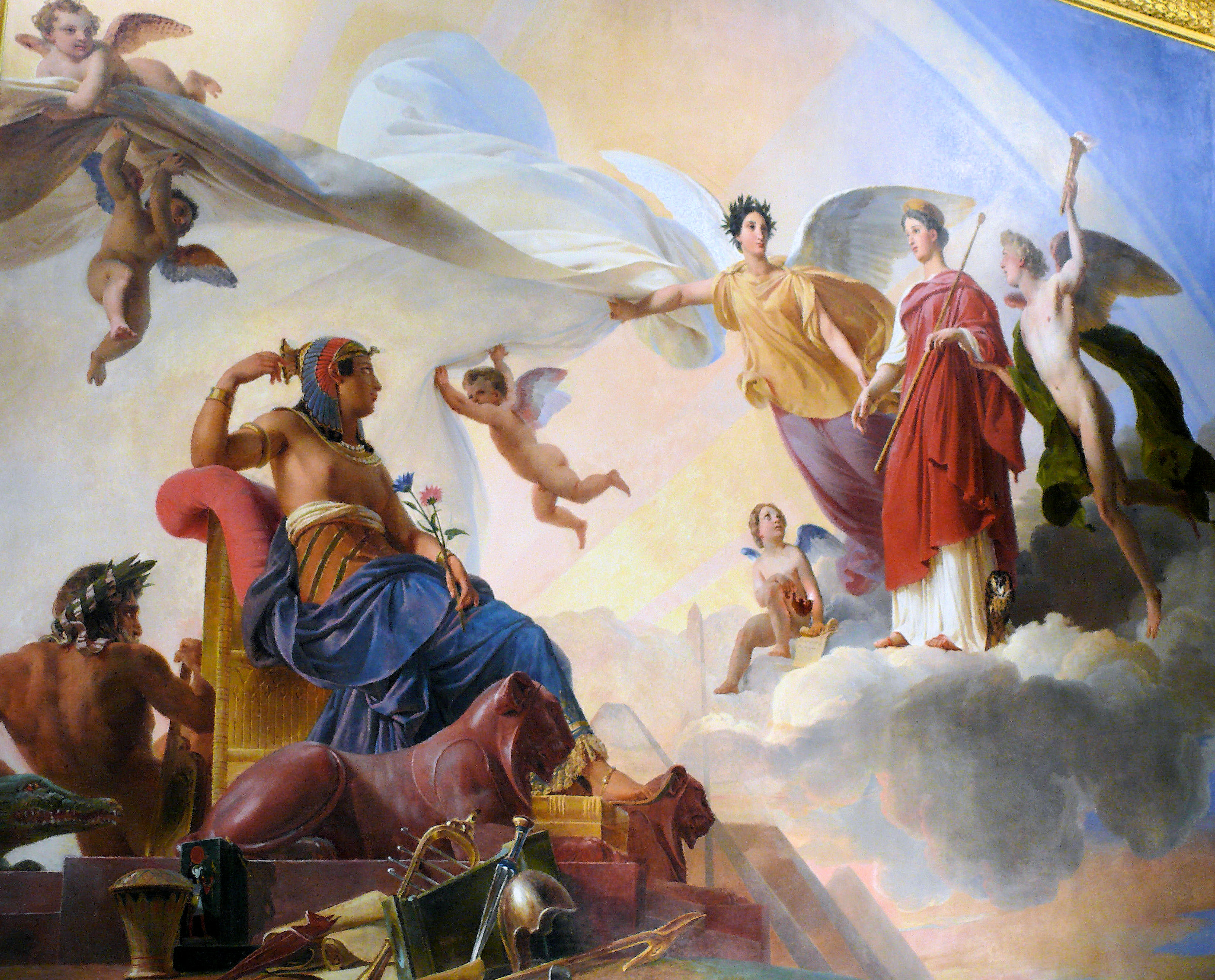
Франсуа Пико. Гений и искусство Египта переходят Греции. Плафон Зала 6 Музея Карла X

В Гренобле Шампольон пережил сильнейший приступ подагры, но у него не было времени восстановиться. 20 ноября вместе с Жаком-Жозефом он прибыл в Париж и поселился с ним в одной квартире на улице Мазарини, дом 19. Египетский отдел занимал четыре зала на первом этаже Лувра во вновь созданном Музее короля Карла X. Шампольон столкнулся с откровенной враждебностью Жомара, который был сильно разочарован тем, что ему не достался пост куратора. Шампольон хотел оформить выставочные залы в египетском стиле, но не смог добиться этого, оформление было передано художникам-академистам и было выполнено в стиле «неогрек». Братьям Шампольон удалось перевезти в Париж семьи, и на улице Мазарини возникла «гренобльская колония». Главной заботой Шампольона была организация экспедиции в Египет, в чём его активно поддерживал Дроветти, назначенный французским консулом в эту страну. Дроветти не смог продать новую коллекцию в Турине, и тогда Шампольон и Жомар объединились и смогли убедить французское правительство в необходимости приобрести её для Лувра. В числе покупок было 50 греческих и египетских папирусов, более 500 скарабеев, 18 стел и множество других предметов. Дроветти в 1827 году посетил Париж и сообщил Шампольону, что масштабы разрушения египетских памятников только увеличиваются, и крайне необходима скорейшая организация экспедиции. К весне 1828 года решение было принято на уровне двора и объявлено об организации Франко-тосканской экспедиции в Египет. Она должна была проводиться под высочайшим покровительством французского короля Карла X и великого герцога Тосканы Леопольда II. Главой экспедиции был назначен Шампольон, его заместителем — Розеллини.

### Франко-тосканская экспедиция в Египет (1828—1829)

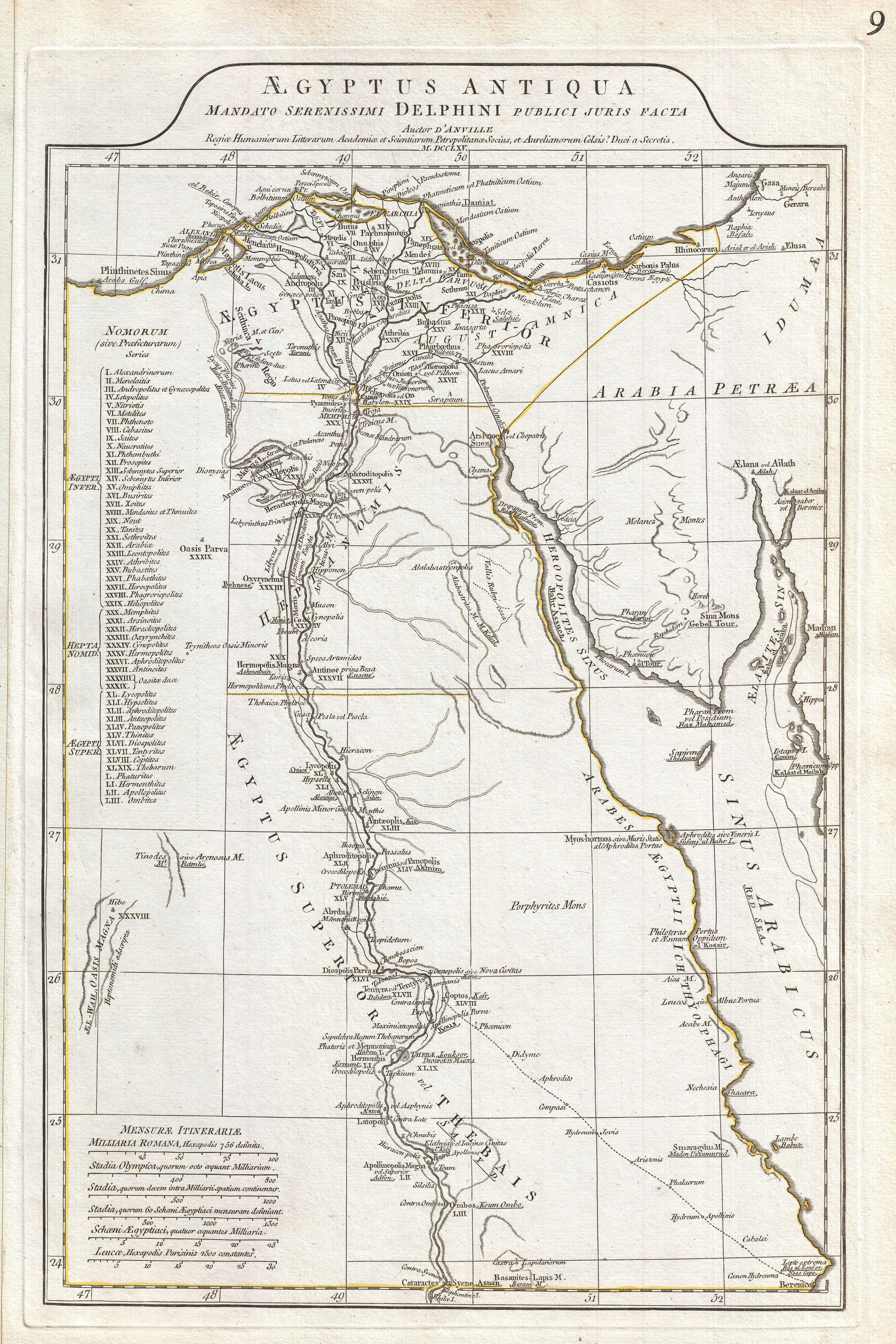
Карта Древнего Египта Aegyptus Antiqua Mandato Serenissimi Delphini Publici Juris Facta, составленная Жаном-Батистом Бургиньон д’Анвилем, издание 1794 года

Помимо начальника и заместителя — Шампольона и Розеллини, в экспедиции участвовали археолог Шарль Ленорман, турист Александр Адольф Дюшен, архитектор Антуан Бибен, художники Нестор л’От и Джузеппе Анджелелли. Розеллини включил в команду собственного дядю — архитектора Гаэтано Розеллини и художника Сальваторе Керубини — сына композитора; всего в состав экспедиции входили 12 человек. Шампольон выехал из Парижа в Тулон 16 июня 1828 года; команда отплыла на корвете «Эгле» 31 июля, прибыв в Александрию 18 августа. Здесь произошла встреча с Дроветти, который обещал содействие со стороны египетских властей и лично Мухаммеда Али-паши. Пока команда осваивалась с климатом и местной одеждой, и ожидала подорожной и рекомендаций от властей в Каире, Шампольон начал исследование «Иглы Клеопатры» и обнаружил, что первоначально обелиск был воздвигнут при Тутмосе III в одном из храмов Гелиополя.
Когда ожидание растянулось на две недели, Шампольон начал расспросы и пришёл к выводу, что работе экспедиции препятствуют торговцы древностями и лично Дроветти, считавший исследователей угрозу своему бизнесу: он хотел монополизировать поставку экспонатов музеям Франции. В результате глава экспедиции поставил Дроветти ультиматум, пообещав вмешательство военного флота и серьёзные неприятности по линии министерства иностранных дел. После этого дела быстро пошли на лад: александрийским пашой были предоставлены две лодки — «Исида» и «Хатхор», и 14 сентября команда начала подъём по Нилу. Их сопровождали двое египетских стражников, команда была из местных жителей. Шампольон отпустил бороду, оделся по-арабски, а уровень его владения арабским языком позволял ему выглядеть местным уроженцем. Он предполагал добраться до второго порога Нила, осматривая и зарисовывая все встречавшиеся древности. Детальное обследование наиболее примечательных мест планировалось на обратном пути. Важнейшей целью было также собирание возможно большего числа произведений искусства, папирусов и прочего, для пополнения музейных коллекций Парижа и Флоренции.

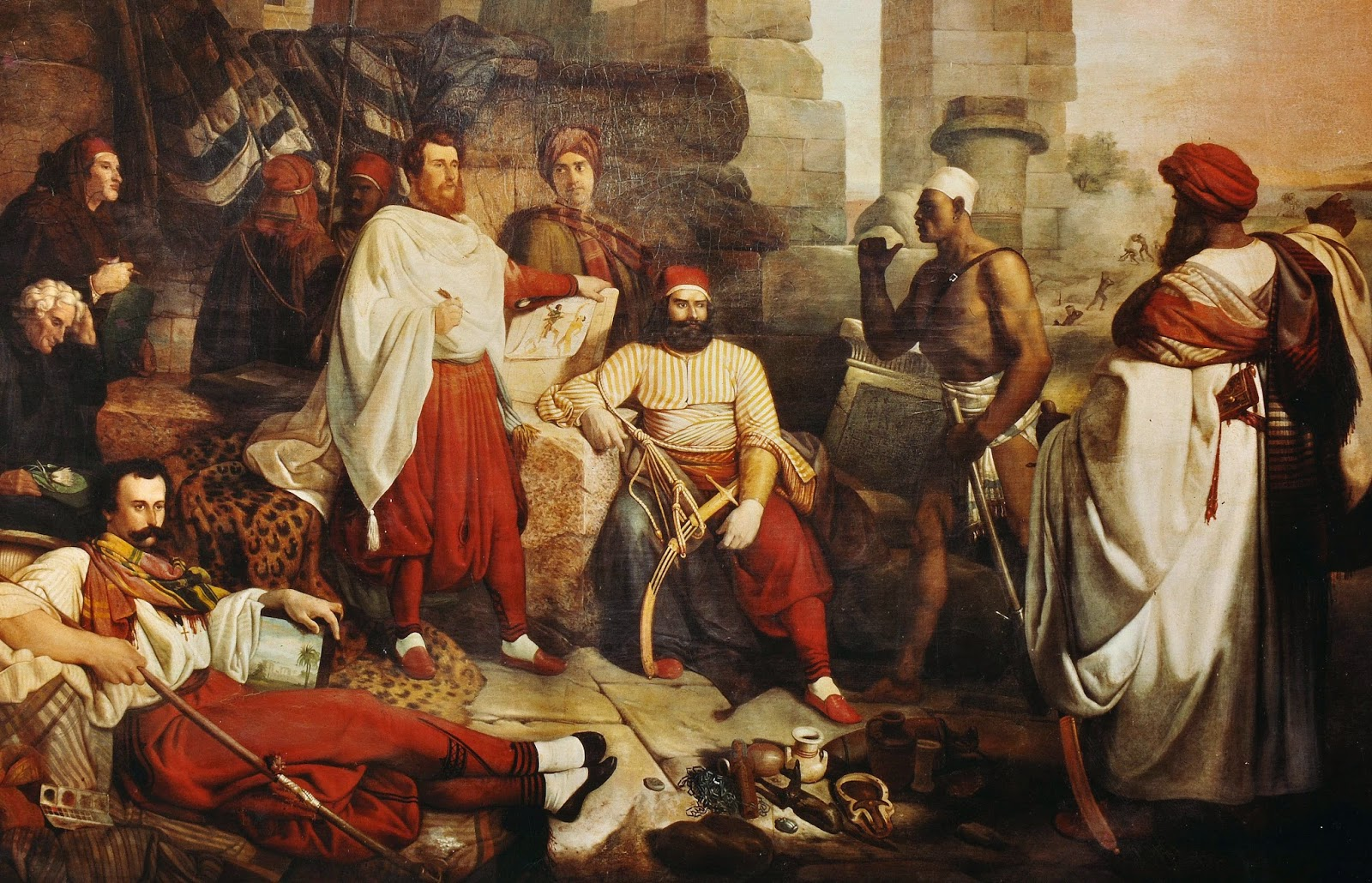
Анджелелли, Джузеппе. Участники Франко-тосканской экспедиции в Египте. Слева направо: Сальвадор Керубини, Алессандро Риччи, Л’От, Нестор Ипполит Антуан, Дж. Анджелелли, Джузеппе Радди, Франсуа Леу, Александр Дюшан, Ипполито Розеллини (в белой накидке), Гаэтано Розеллини, Жан Шампольон сидит с ятаганом. Холст, масло, около 1836 года

Я теперь уверен, что …в нашем «Письме об иероглифическом алфавите» нечего менять. Наш алфавит правилен: он с одинаковым успехом применим, во-первых, к египетским памятникам римлян и Лагидов, и, во-вторых, что представляет наибольший интерес, к надписям всех храмов, дворцов и гробниц времен фараонов. …Я предвкушаю удовольствие постепенно показать Вам весь древний Египет.

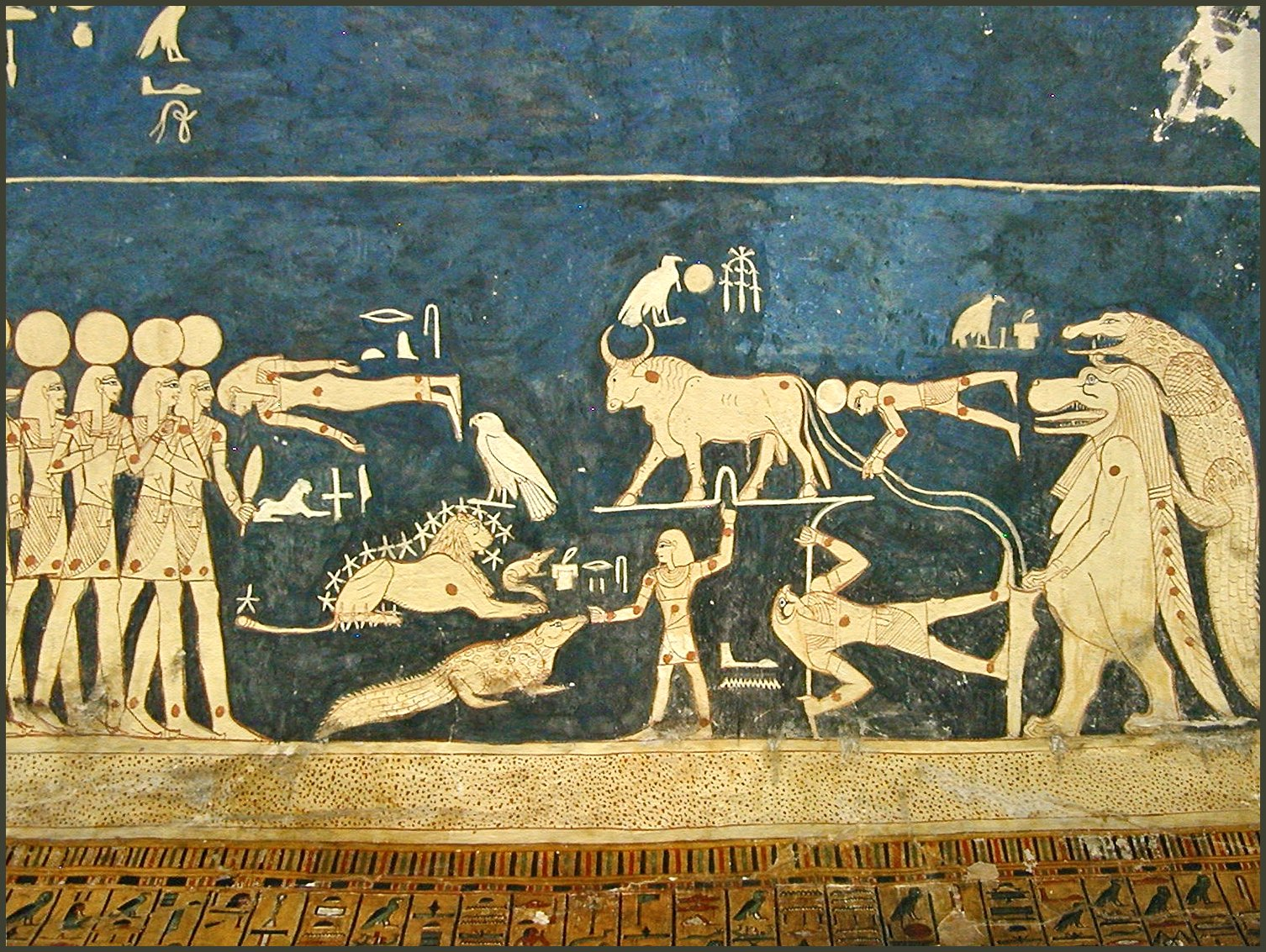
Плафон гробницы Сети I

В письме брату, отправленном из Вади-Хальфы в тот же день, он заявил, что «моя работа только началась», и сообщал, что к этому моменту удалось скопировать более 600 иероглифических надписей. Дальнейшая работа в Нубии затянулась, и в Асуан команда возвратилась только к 1 февраля. Обследовав ряд памятников, 8 марта Шампольон высадился в Фивах, рассчитывая начать исследование царских некрополей. Первые две недели, впрочем, египтологи обследовали Луксорский храм. В Долине Царей Шампольон обосновался прямо в разграбленной гробнице Рамзеса IV, заняв три погребальные камеры, о чём с юмором сообщал старшему брату. Это была та самая гробница, чей папирусный план Шампольон обнаружил и описал в Турине; на месте оказалось, что древний документ неточен и неполон. Однако детальное обследование гробницы совершил почти 100 лет спустя Говард Картер. Члены экспедиции зарисовали изображения и скопировали надписи из 16 гробниц, в том числе самой красивой из них — гробницы Сети I. Шампольон отошёл от вопроса о признании своего приоритета и на одно из писем брата, с сообщением о новых претензиях Т. Юнга, ответил (25 марта):

Зачем воскрешать старый, уже мумифицированный вопрос?.. Впрочем, доктор всё ещё дискутирует относительно алфавита, между тем как я вот уже полгода нахожусь в самой гуще египетских памятников и поражён тем, что читаю на них более бегло, чем осмеливался воображать.
Летний сезон 1829 года сделал работу невозможной: участники экспедиции страдали от жары, а натуралиста Алессандро Риччи укус скорпиона привёл к неизлечимой болезни, от которой он скончался в 1834 году. Трое участников во главе с Дюшеном уволились в июле и отбыли в Александрию. Шампольон распорядился сворачивать лагерь в гробнице; далее исследователи сняли дом в Эль-Курне. Глава экспедиции начал копировать надписи в Дейр-эль-Бахри и немедленно обнаружил два совершенно неизвестных имени фараонов, одно из которых имело женское окончание, но маркировало портрет правителя с бородой. Шампольону стоило огромных усилий понять, что это была женщина-фараон Хатшепсут. Обследуя храм в Мединет-Абу, Шампольон составил для себя описание метода подсчёта павших противников в победных египетских надписях. Параллельно он разрабатывал теорию искусства, согласно которой греческое искусство произошло напрямую от египетского. В письме брату, где эта идея была изложена в первый раз, содержались и планы на ближайшее будущее: 1 августа было запланировало закончить работы в Фивах, а 1 сентября начинать путь домой. Из Александрии Шампольон бомбардировал брата письмами, в том числе с распоряжением снять отдельную квартиру для Розины: во время его отсутствия жена и дочь жили у Жака-Жозефа на служебной квартире (с 1828 года он служил в Национальной библиотеке). В Луксоре Жан загорелся желанием перевезти в Париж один из обелисков, этот проект увлёк и Дроветти, к которому он обратился за содействием. Реализовано всё было уже после смерти Шампольона, в 1836 году: обелиск был установлен на площади Согласия. 4 сентября в Дендере Шампольон получил известие от брата, что вновь был забаллотирован на выборах в Академию надписей из-за оппозиции Жомара. В Каире он получил новости о кончине Томаса Юнга несколькими месяцами ранее.

### «Краткая заметка по истории Египта»

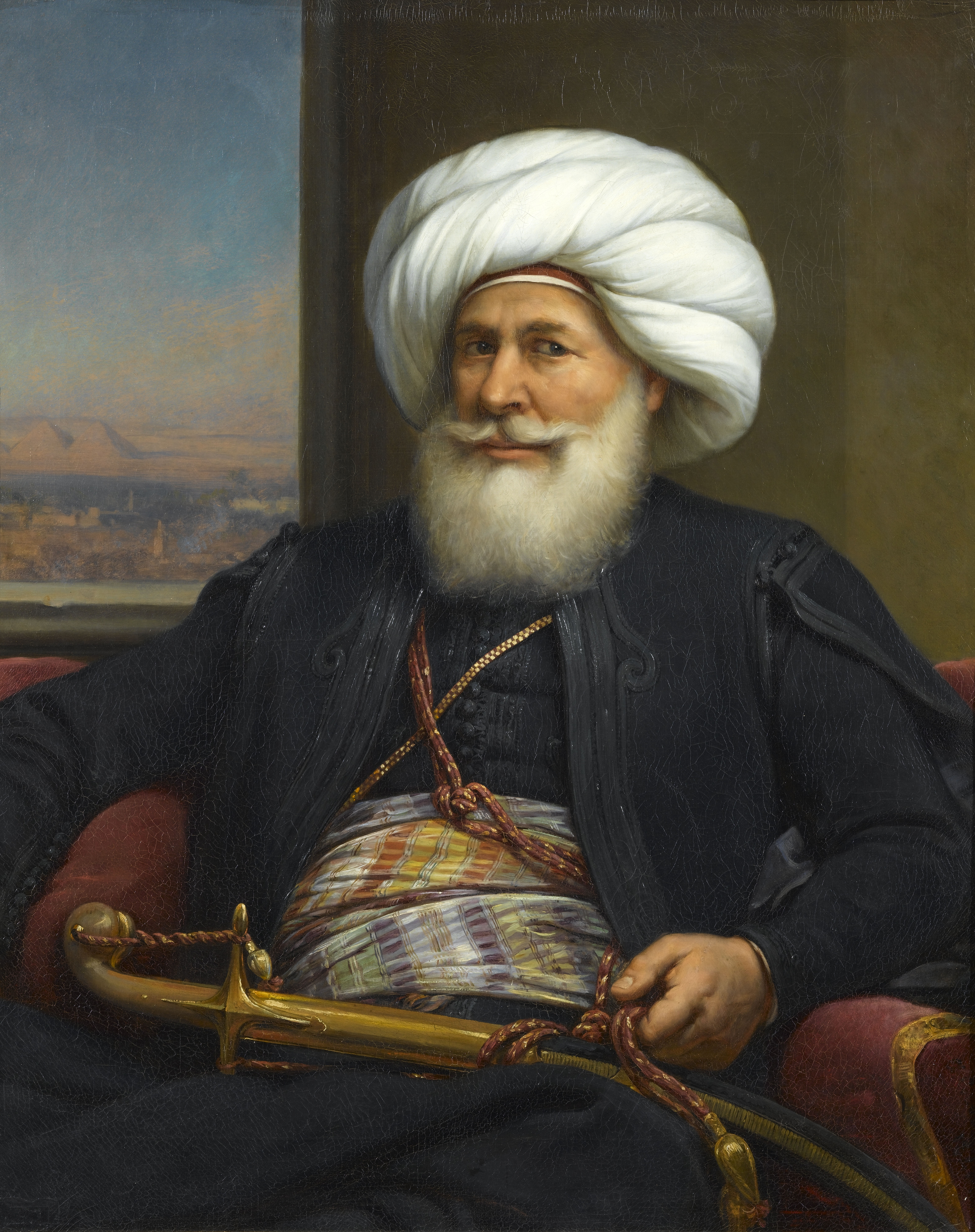
Огюст Кудер. Портрет Мухаммеда Али-паши, 1841

В ноябре Шампольон был удостоен аудиенции у Мухаммеда Али — фактического правителя Египта — и настолько заинтересовал его, что встречи повторились несколько раз. Паша был потрясён тем, что в возглавляемой им стране существуют постройки, воздвигнутые за 6000 лет до основания ислама, и попросил вкратце изложить историю Египта. Документ был ему вручён 29 ноября, но опубликован уже после смерти египтолога в качестве приложения к собранию написанных им во время пребывания в Египте и Нубии писем как «Краткая заметка по истории Египта, составленная в Александрии для вице-короля, и вручённая Его Величеству в ноябре 1829 года».
Будучи историком по образованию, Шампольон прекрасно понимал значение дешифровки египетской письменности для изучения древней истории этой страны. В самом начале «Письма к господину Дасье» утверждалось, что истолкование демотики и иероглифики позволит пролить свет на общую историю Египта. «Заметка по истории» позволяет понять исторические взгляды египтолога, который в отношении методологии стоял на позициях французских просветителей XVIII века. В дальнейшем многие исторические сюжеты нашли отражение в его «Египетской грамматике». Очевидно, что самый первый очерк истории Древнего Египта был схематичным и умозрительным, поскольку чтение древнеегипетских текстов только начиналось и Шампольон в основном основывался на канве, известной из трудов античных авторов. Информация, почерпнутая из древнеегипетских памятников, часто была отрывочна, непонятна, и вместо интерпретации приходилось прибегать к догадкам.
В начале «Заметки» Шампольон давал характеристику населения Древнего Египта. Он считал древних обитателей этой страны родственными населению современной ему Нубии, а коптов — результатом беспорядочного смешения тех народов, которые господствовали в Египте. Древнейших египтян он считал кочевниками; к числу древнейших городов относил Фивы, Эсне и Эдфу. Древнейшей формой правления была теократия. Жречество разделило народ на три касты — священников, военных и простолюдинов, — эту идею Шампольон заимствовал у Платона (диалог «Тимей»). Противоречия воинской и жреческой касты разрешились революционным путём, так появилась власть царя, первым из которых был Менен (Ménen), воцарение которого Шампольон относил примерно «к шестому тысячелетию до времени исламизма». Шампольон относил строительство пирамид к периоду III династии. Приблизительно 2800 годом до наступления периода исламизма Шампольон датировал завоевание Египта «варварскими народами». Египтолог полагал, что именно вождь варваров принял титул фараона. При четвёртом варварском фараоне «премьер-министром» был Иосиф, сын Иакова, который «заманил в Египет семью своего отца и таким образом положил начало еврейской нации». Освобождение Египта от варваров и создание единого государства — заслуга XVIII династии. Рамзеса II Шампольон отождествил с Сезострисом Манефона, хотя ещё А. Кирхер считал их разными правителями. Достижениям Рамзеса в «Заметке» посвящены 6 страниц. Шампольон утверждал, что при нём был принят кодекс законов, учреждён институт частной собственности, а общество разделено на 4 сословия (жречество, воины, земледельцы, ремесленники). При его преемниках государство постепенно слабело, пока не было захвачено эфиопами, среди царей которых Шампольон выделял Тахарку. После этого Египтом стали править сами египтяне — XXVI династия, которая впервые допустила в страну чужеземцев, в частности, греков. Ослабленная военная каста оказалась не в состоянии противостоять нашествию персов, после чего Египет навсегда утратил политическую независимость и судьба страны стала зависеть от положения империи, в состав которой он входил.
В «Заметке», а затем и «Египетской грамматике» получили развитие ещё два сюжета, которые благодаря Шампольону распространились в науке XIX века и, отчасти, воздействуют на умы до сих пор. Во-первых, он заявил, что древнееврейское государство и культура испытало сильнейшее египетское влияние, древние вожди евреев заимствовали идею теократии.

Еврейский вождь, обновляя наиболее древнюю форму египетского правления, теократию, которую он развивал в манере наиболее эффективной для осуществления, с его точки зрения, покинул долину Египта не для того, чтобы возвратить племена к их примитивному состоянию, к кочевой и пастушеской жизни их отцов, но с осознанным намерением утвердить их на ограниченной территории, приобретённой посредством завоевания, и учредить их в качестве оседлой нации, какой являлись египтяне, устроенной в городах, обрабатывающей землю и преданной всем промышленным ремеслам. Моисей применил, в той мере, в какой местные условия должны были позволить, гражданские институты Египта к организации еврейского общества; он провозгласил религиозные догмы, существенно отличающиеся от египетских догм; однако во внешних формах культа и повсюду в материальных церемониях он должен был подражать, и он в действительности подражал египетской практике. Изучение оригинальных египетских памятников, как предшествовавших эпохе Моисея, так и позднейших, дало таким образом наиболее полное понимание оригинальных текстов Библии.
Во введении к «Египетской грамматике» Шампольона дальнейшее развитие получила ранее высказывавшаяся им идея о том, что «египетские монументы самых древних времён не показывают никаких следов детства искусства; напротив, всё выражает время зрелости и полной опытности». Из этого следует, что изучая египетские монументы и тексты, представляющие «политическое и религиозное состояние старинной империи фараонов», мы приходим «к источнику первых политических институтов Греции, в Аргосе и в Афинах». «Это изучение демонстрирует посредством неоспоримых фактов египетское происхождение самой важной части мифов и религиозной практики эллинов». Это, по Шампольону, является доказательством большого влияния египетской науки и искусства на философские и эстетические доктрины Древней Греции.
Перед отъездом из Египта, в ноябре 1829 года, Шампольон отправил Мухаммеду Али письмо, в котором впервые поднял вопрос о судьбе культурного наследия Древнего Египта, признав факт быстрого разрушения древних памятников. Он писал:

Европа в целом с признательностью воспримет активные меры, которые Его Высочество предпримет для обеспечения сохранности храмов, дворцов, могил и всех видов памятников, которые ещё свидетельствуют о могуществе и величии Древнего Египта и в то же время являются наиболее прекрасными украшениями Египта современного. В этой обстановке было бы желательным, если бы Его Высочество приказал: 1) чтобы не поднимали ни под каким предлогом никакого камня или кирпича, или украшения со скульптуры, или не со скульптуры, в древних сооружениях и монументах, до сих пор существующих как в Египте, так и в Нубии, 2) древние монументы, вырытые и высеченные в горах, также важно все сохранить… Необходимо срочно распорядиться, чтобы в будущем не совершалось никакого повреждения в этих захоронениях…
Мухаммед Али-паша издал в 1835 году закон об охране предметов египетской древности и ограничении их вывоза за пределы страны. Срисовывание древних памятников и их копирование разрешалось, что позволило сохранить множество объектов, утраченных впоследствии.

### Возвращение. Результаты экспедиции
После прибытия в Александрию оказалось, что отправленное из Франции судно задерживается, а уволившийся летом Дюшен не позаботился о сохранности вверенных ему коллекций и беспорядочно бросил ящики во французском консульстве. Розеллини с итальянской частью команды, отчаявшись дождаться транспорта, отбыл в Ливорно на купеческом судне, Шампольон сторожил коллекции в компании Керубини и художников л’Ота и Франсуа Леу. Художники решили остаться в Египте, получая большие заказы на портреты, оформление интерьеров и театральных постановок. Наконец, пришёл корвет «Астролябия», на котором Шампольон и Керубини прибыли в Тулон 23 декабря — в 39-й день рождения египтолога. Здесь ему пришлось просидеть месяц в карантине, поскольку в Египте была вспышка бубонной чумы. В общем, исследователь не торопился в Париж — в Египте он отвык от зимней погоды во Франции и стремился задержаться на Лазурном берегу хотя бы до февраля. Розеллини он писал, что вчерне закончил рукопись «Египетской грамматики». Ещё ранее — 26 декабря — он отчитался генеральному интенданту королевского дома барону Франсуа де Ла Буйери и директору отдела искусств королевского дома виконту Состену де Ларошфуко. Среди прочего, он повторил свою идею о воздействии египетского искусства на древнегреческое. В отчёте Ла Буйери он писал:

Мне удалось, благодаря… полной преданности важному предприятию, которое вы поручили мне исполнить, остаться на высоте столь благородной задачи и оправдать самые лучшие надежды, которые европейские ученые хотели бы связать с моим путешествием. Египет пройден шаг за шагом, и я побывал повсюду, где время остановилось, продлив существование нескольких остатков великолепной древности; каждый памятник стал объектом детального изучения; я срисовал все барельефы и скопировал все надписи, которые могут пролить свет на первобытное состояние народа, и которые можно назвать смесью наиболее древних письменных традиций. Материалы, которые я собрал, превосходят мои ожидания. Мои портфели полны огромных сокровищ, и я полагаю, мне позволительно сказать, что история Египта, история его культа и искусств, которые в нём развивались, будут хорошо известны и справедливо оценены только после публикации рисунков, ставших плодом моего путешествия. Я считаю своим долгом посвятить все сбережения, которые мне удалось сделать в Мемфисе, в Фивах и т. д. для обогащения музея Карла X новыми памятниками; я вполне счастлив собрать множество предметов, которые укомплектуют различные серии египетского музея в Лувре; и я осмелился, наконец, после глубоких сомнений, приобрести самый красивый и самый дорогой саркофаг, который ещё извлекается из египетских катакомб. Ни один из европейских музеев не обладает столь прекрасными предметами египетского искусства. Я собрал также коллекцию отборных предметов, вызывающих очень большой интерес, среди которых находится бронзовая статуэтка изысканной работы, целиком инкрустированная золотом, и представляющая египетскую королеву династии Бубаститов. Это наиболее красивый из известных предметов данного рода.
4 марта 1830 года Шампольон возвратился в Париж и поселился в квартире на улице Фавар, дом 4, расположенной близ Лувра и неподалёку от дома Жака-Жозефа. Сразу же его поразил сильнейший приступ подагры. Прибытие египтолога прошло незамеченным, что резко контрастировало с восторженным приёмом Розеллини во Флоренции, который проводился на самом высоком уровне. Он пригласил Шампольона переселиться в Пизу со всеми материалами, тем более, что великий герцог Леопольд распорядился опубликовать результаты экспедиции как можно скорее, предоставив полное государственное обеспечение. Однако Шампольону было необходимо перевезти все находки в Лувр — их так и не удавалось вызволить с тулонской таможни, — кроме того, пополнившаяся коллекция Дроветти требовала новой каталогизации. Ему следовало также составить отчёт об экспедиции, а состояние здоровья вообще не позволяло ехать куда-либо. Отрадным на этом фоне стало его избрание 7 мая действительным членом Академии надписей, где были проведены массовые выборы в связи с резким падением её авторитета в Европе. Новые огорчения принесла Июльская революция: 29 июля восставшие разгромили Музей Карла X, множество ценнейших предметов из коллекций Дроветти и Солта, включая папирусы, было уничтожено. Примечательно, что переписка с Розеллини второй половины 1830 года почти исключительно посвящена «Египетской грамматике».

### Последний год жизни

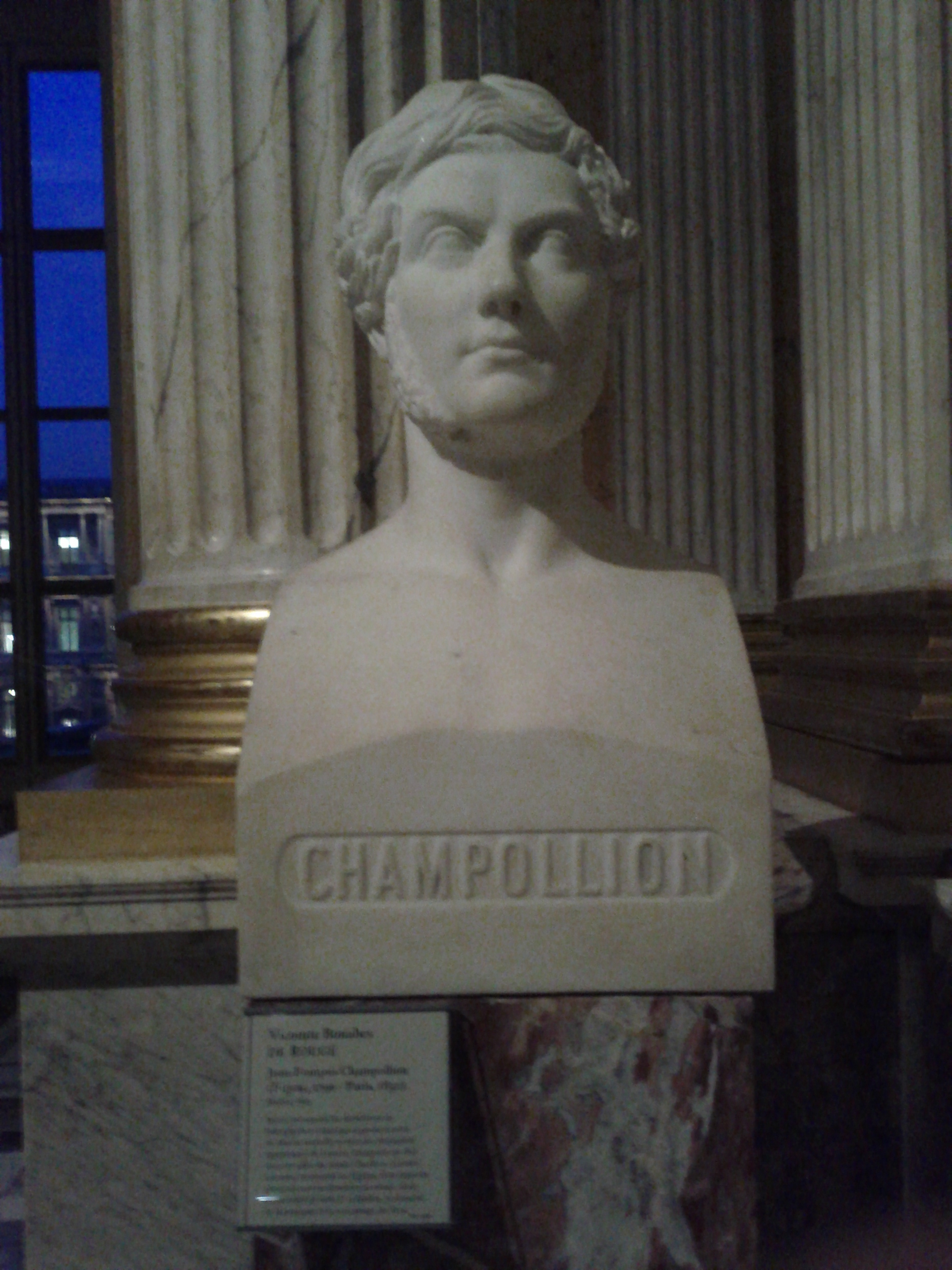
Бонабе де Руже. Бюст Шампольона, 1864, Лувр

В марте 1831 года начался совместный проект Французской академии и Академии надписей — было принято решение разработать абсолютную хронологию событий древнеегипетской истории на основе привязки к солнечным и лунным затмениям, упоминавшимся в исторических источниках. Возглавил его астроном Жан-Батист Био. На заседании 18 марта Шампольон решением Академии был рекомендован на должность профессора Коллеж де Франс. Ранее — 12 марта — королевским ордонансом в учебную программу был введён египетский язык и учреждена кафедра египтологии. Однако для самого Шампольона зима была с трудом переносима: после Египта он так и не смог восстановиться, страдал болезнью лёгких и периодически утрачивал голос. Большинство дел в египетском отделе Лувра вёл его заместитель Дюбуа. Шампольон в это время занимался языком на дому с Франческо Сальволини, 22-летним выпускником Болонской школы восточных языков, которого ему рекомендовали коллеги из Турина. С точки зрения Шампольона, Сальволини обладал лучшими способностями к египетскому языку, чем Розеллини. Шампольон также активно помогал с работой над «Египетской грамматикой», которая одновременно являлась и университетским курсом, который он должен был читать. 10 мая 1831 года профессор прочитал в Коллеж де Франс свою инаугурационную лекцию, которая была посвящена истории египтологии. Лекция стала сенсацией в Париже и имела общеевропейский резонанс, на курс Шампольона записывались студенты со всей Европы. Однако лекция настолько подорвала силы Шампольона, что он смог продолжать занятия только через две недели. Далее его поразил очередной приступ подагры, и он срочно вызвал Розеллини — единственного человека, способного заменить его на кафедре. Прибыв в середине июля в Париж, тот застал Шампольона совершенно обессиленным. Жак-Жозеф настаивал на возвращении в Фижак. Шампольон в это время добивался права посвящения «Египетской грамматики» новому королю — Луи-Филиппу; в середине августа он был удостоен частной аудиенции. 21 августа Жан Шампольон отправился в Фижак, надеясь на благотворное влияние его климата.
В Фижаке Шампольон был встречен как знаменитость: улица, на которой стоял семейный дом, была переименована в его честь. О нём заботились незамужние сёстры, но ожидаемого эффекта для здоровья не получилось: почти всё время он проводил над рукописью «Египетской грамматики» и ограничивался короткой прогулкой в середине дня. Его подгоняли революционные события в Европе и эпидемия холеры в Париже; он серьёзно опасался не завершить главного труда своей жизни. Запланировав возвращение на ноябрь, Шампольон настойчиво просил брата ускорить приготовления к печати книги. Несколько поправив здоровье, Жан-Франсуа возвратился в Париж с видимой неохотой, однако его призывали и Сильвестр де Саси, и морской министр, поскольку встал вопрос о перевозке луксорского обелиска во Францию. Отбыв в Париж на дилижансе 28 ноября, он был задержан мятежом в Лионе и вернулся только 2 декабря. Зимняя поездка вновь резко ухудшила его состояние. Тем не менее, он успел провести лекции в Коллеж де Франс 5 и 9 декабря, произведя большое впечатление на слушателей своим энтузиазмом. 13 декабря 1831 года его поразил инсульт, несколько дней он был парализован. Когда Шампольон смог встать с постели, он больше не был в состоянии самостоятельно писать. Вскоре он сообщил брату, что больше не оправится, и вручил ему рукопись «Грамматики», сказав, что это его «визитная карта для потомства». Пришли известия из США: Константин Рафинеск в своём послании указывал, что метод Шампольона применим для дешифровки письменности индейцев майя, но сам исследователь уже не смог ответить на это послание.

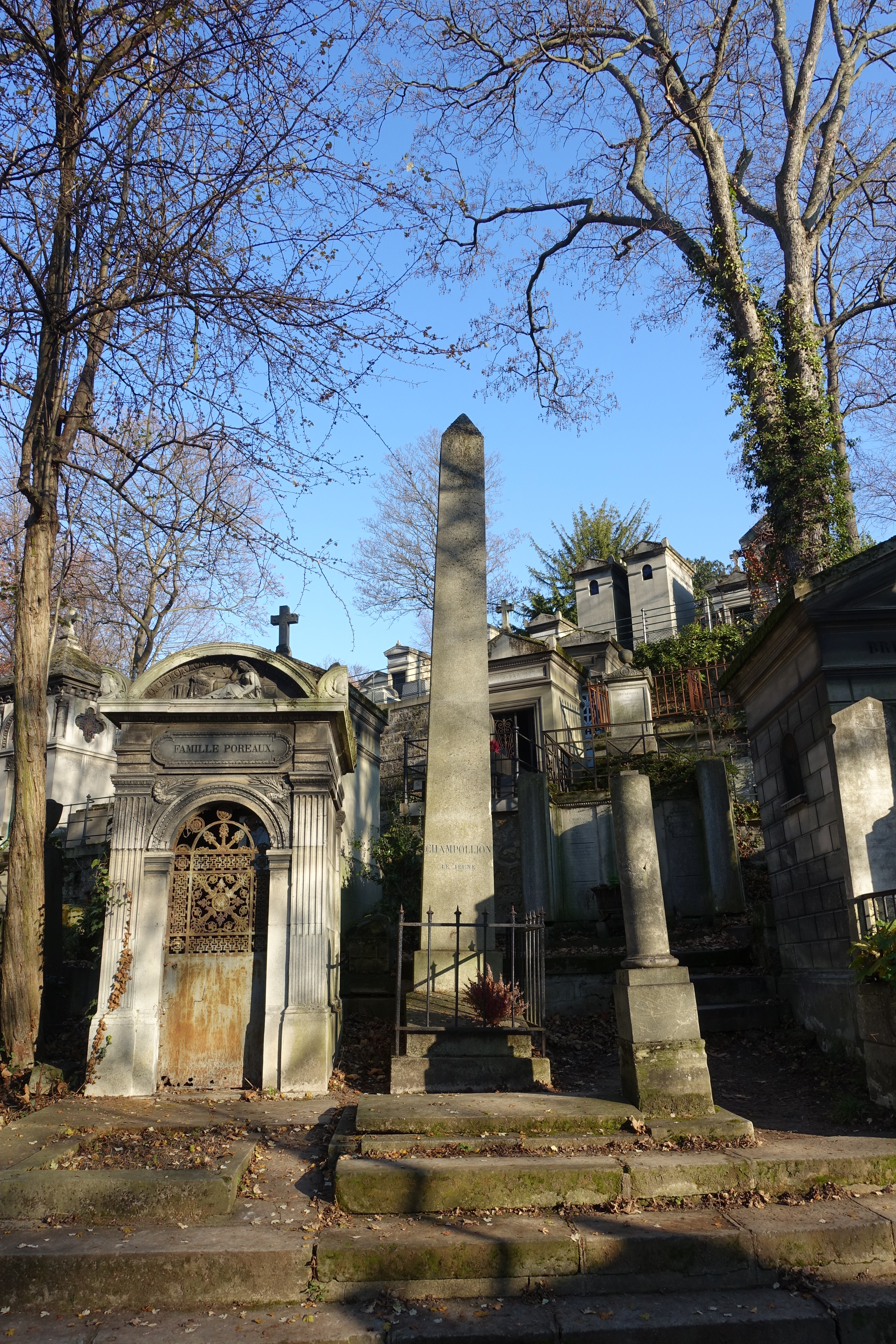
Обелиск над могилой Шампольона на кладбище Пер-Лашез

11 января 1832 года к Шампольону пришёл Био, и они деятельно обсуждали методы астрономической датировки исторических событий. Они договорились встретиться на следующий день, но в момент расставания Шампольона поразил приступ такой силы, что он громко закричал от боли. Вызванный врач констатировал одновременный апоплексический удар и приступ подагры. Шампольон был парализован, но сохранил способность говорить. В течение двух месяцев за ним непрерывно ухаживали племянники. Болезнь постепенно отступала, в течение февраля он был достаточно бодр и рассчитывал прожить, по меньшей мере, ещё год или два. Однако поздним вечером 3 марта он позвал родных и заявил, что чувствует приближение конца. Жак-Жозеф пригласил священника, вскоре стали приходить друзья, с которыми Шампольон прощался. Отдельно он поговорил с 8-летней дочерью Зораидой. Перед самой кончиной он попросил принести из Лувра его арабский костюм и записную книжку. В 4 часа утра 4 марта Шампольона не стало. Дочь Зораида утверждала потом, что последними словами её отца были: «В посмертие, в Египет, в Фивы!». Причины смерти 41-летнего учёного никогда не выяснялись, а Жак Шампольон-Фижак не позволил делать вскрытие. Вероятно, исследователь мог получить хроническую инфекцию во время египетской экспедиции, которая резко ухудшила его состояние. Это подтверждается тем, что его современники-египтологи также прожили недолго: Г. Солт скончался сорока семи лет от роду, И. Розеллини — в 43-летнем возрасте.
Известия о кончине египтолога вызвали сильный резонанс в Париже, желающих проститься с ним было так много, что утром 6 марта тело было выставлено у церкви Св. Роха, в которой он когда-то занимался коптским языком. В церемонии принимали участие переживший своего ученика Сильвестр де Саси, Александр фон Гумбольдт, Араго, Летрон. Похоронная процессия была чрезвычайно многолюдной, похоронили учёного на учреждённом Наполеоном кладбище Пер-Лашез недалеко от могилы Жозефа Фурье, в доме которого он ещё мальчиком впервые увидел египетские древности. Надгробную речь произнёс президент Академии надписей Шарль Валькенер. Вдова Шампольона — Розина — воздвигла над могилой обелиск в подражание египетским, с простой надписью «Шампольон-младший».

## Наследие. Память

### Публикация трудов. Признание
После кончины младшего брата главной задачей Жака-Жозефа Шампольона-Фижака стала публикация материалов Франко-тосканской экспедиции и трудов по коптской и древнеегипетской грамматике и лексикографии. Разбирая архив брата, он был потрясён объёмом неопубликованных трудов и многообразием их тем, включавших словарь иероглифов. Часть материалов была похищена Сальволини, но после его смерти в 29-летнем возрасте он был изобличён и бумаги удалось вернуть. Чтобы подобное не повторялось, Жак-Жозеф отдал архив Шампольона-младшего в Национальную библиотеку, Академия надписей собрала комиссию для оценки материалов и подготовки их к публикации. В состав комиссии входил и Сильвестр де Саси. Было решено отложить печатание коптской грамматики, над которой Шампольон работал почти 20 лет, поскольку её значение уступало значению его трудов по Древнему Египту. В отчёте комиссии особо был отмечен объём трудов, которые в ограниченный срок смог создать исследователь-одиночка. В апреле 1833 года правительство приняло решение выкупить архив (88 томов переплетённых бумаг) за 50 000 франков, вдове учёного — Розине Шампольон — был определён казённый пенсион в 3000 франков в год. Назначенный непременным секретарём Академии надписей Сильвестр де Саси в инаугурационной речи августа 1833 года отметил опасность того, что безвременная кончина первооткрывателя прервёт процесс извлечения египетских древностей из тьмы истории. Жак-Жозеф в первую очередь взялся за публикацию «Египетской грамматики». Жан-Франсуа в свою последнюю поездку в Фижак успел набело переписать более половины текста, что и составило первый том опубликованной работы. Этот том, с посвящением Сильвестру де Саси, был выпущен к 45-й годовщине Шампольона. Трактат был назван: «Египетская грамматика, или Общие принципы священного письма египтян с представлением разговорной речи» (фр. Grammaire Égyptienne, ou Pricipes Généraux de l'écriture sacrée égyptienne appliqué a la representation de la langue parlée). На публикацию второго тома потребовалось пять лет.

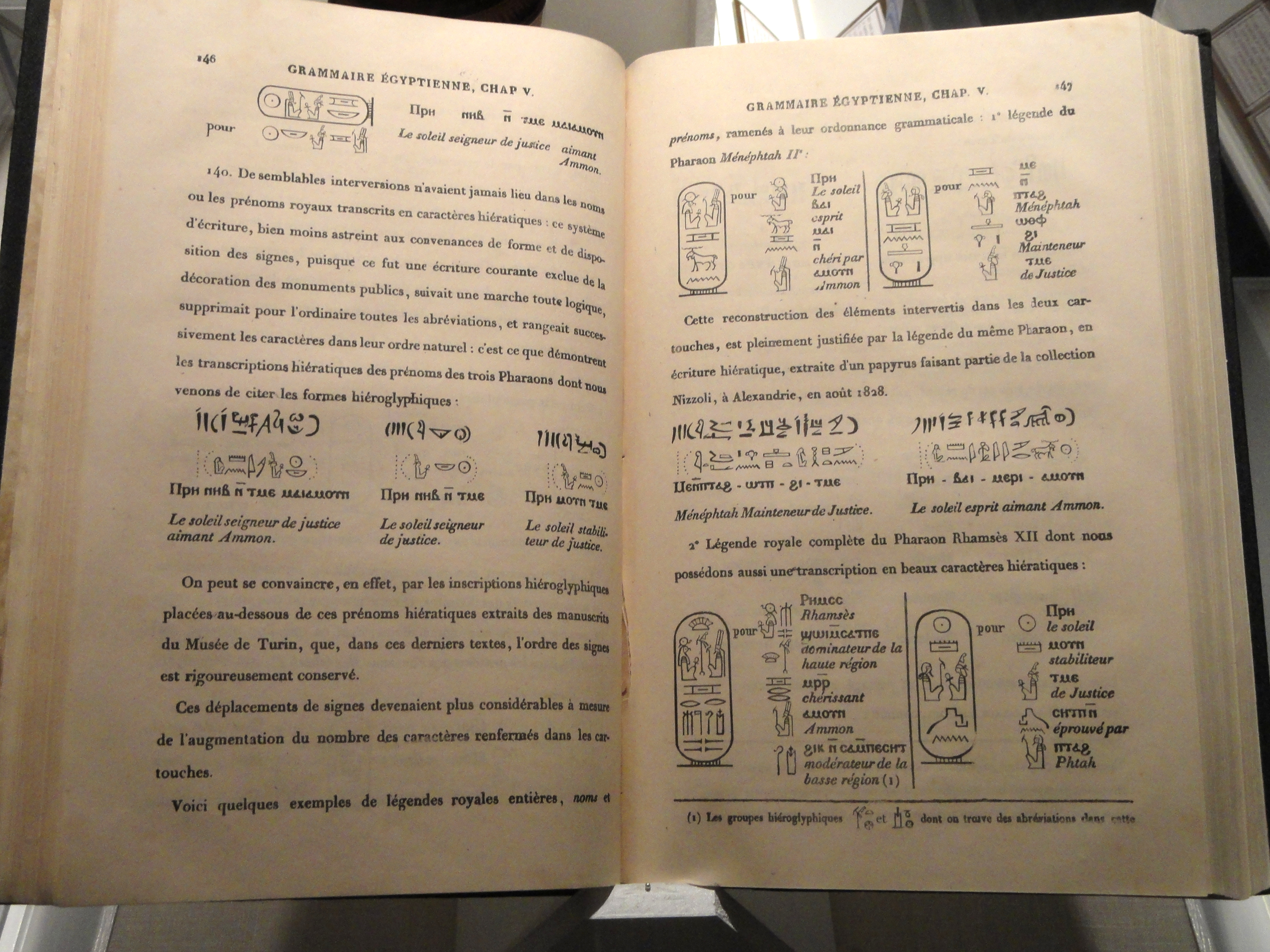
Разворот «Египетской грамматики», издание 1836 года

Основной текст «Египетской грамматики» включал введение и тринадцать глав. Первые девять глав его представляли не грамматику египетского языка (Шампольон только начал его изучение), а теорию египетского письма. В качестве введения к основному тексту была опубликована вступительная лекция Ж.-Ф. Шампольона к курсу древней истории, читавшаяся им в Коллеж де Франс. Здесь Сильвестр де Саси, Акерблад и Юнг названы непосредственными предшественниками самого Шампольона, при этом особенно выделялись ошибочные построения Юнга. Самым главным своим достижением в исследовании древнеегипетской письменности Шампольон назвал то, что «египетская графическая система в целом одновременно использовала знаки идей и знаки звуков; что фонетические буквы той же природы, что и буквы нашего алфавита, вместо того, чтобы ограничиться единственно выражением иностранных имён собственных, формировали, напротив, более значительную часть египетских иероглифических, иератических и демотических текстов».
Систематизированные результаты Франко-тосканской экспедиции выходили в четырёх томах под названием «Monuments de l’Egypte et de la Nubie» («Памятники Египта и Нубии») почти десять лет (1835—1845), главной причиной столь долгого срока было огромное количество иллюстраций — одних цветных на отдельных вклейках было более 500. Далее вышли два тома «Notices descriptives conformes aux manuscrits autographes rédigés sur les lieux par Champollion le Jeune» («Пояснительные заметки к авторским рукописям, написанным Шампольоном-младшим в местах экспедиций») (1844). Отчёт экспедиции был закончен только в 1889 году египтологом третьего поколения — Гастоном Масперо.
Даже выход в свет «Очерка иероглифической системы», «Грамматики» и первого иероглифического словаря (1841—1844) не остановил нападок скептиков. Ещё при жизни Шампольона принципиально отказались признавать его метод дешифровки трое авторитетных учёных того времени — Юлиус Клапрот, Эдм Жомар и Джордж Льюис, 2-й баронет Хэрптон-корт. Последний в течение 40 лет отказывался признавать результаты дешифровки на том основании, что любая попытка исследования мёртвого языка будет априорной и гипотетической. Возражения Клапрота и его коллег иронически представил Осип Сенковский в своём сатирическом романе «Учёное путешествие на Медвежий остров» (1833):

…г[осподин] Гульянов оспаривал основательность нашей системы и предлагал другой, им самим придуманный способ чтения иероглифов, по которому смысл данного текста выходит совершенно противный тому, какой получается, читая его по Шампольону; но это не должно никого приводить в сомнение, ибо спор, заведённый почтенным членом Российской академии с великим французским египтологом, я могу решить одним словом: метода, предначертанная Шампольоном, так умна и замысловата, что ежели египетские жрецы в самом деле были так мудры, какими изображают их древние, они не могли и не должны были читать своих иероглифов иначе, как по нашей методе. <…> Я растолковал ему, что, по нашей системе, всякий иероглиф есть или буква, или метафорическая фигура, изображающая известное понятие, или вместе буква и фигура, или ни буква, ни фигура, а только произвольное украшение почерка. Итак, нет ничего легче, как читать иероглифы: где не выходит смысла по буквам, там должно толковать их метафорически; если нельзя подобрать метафоры, то позволяется совсем пропустить иероглиф и перейти к следующему, понятнейшему.— Собрание сочинений Сенковского (Барона Брамбеуса). СПб., 1858. Т. 2. С. 77—78.

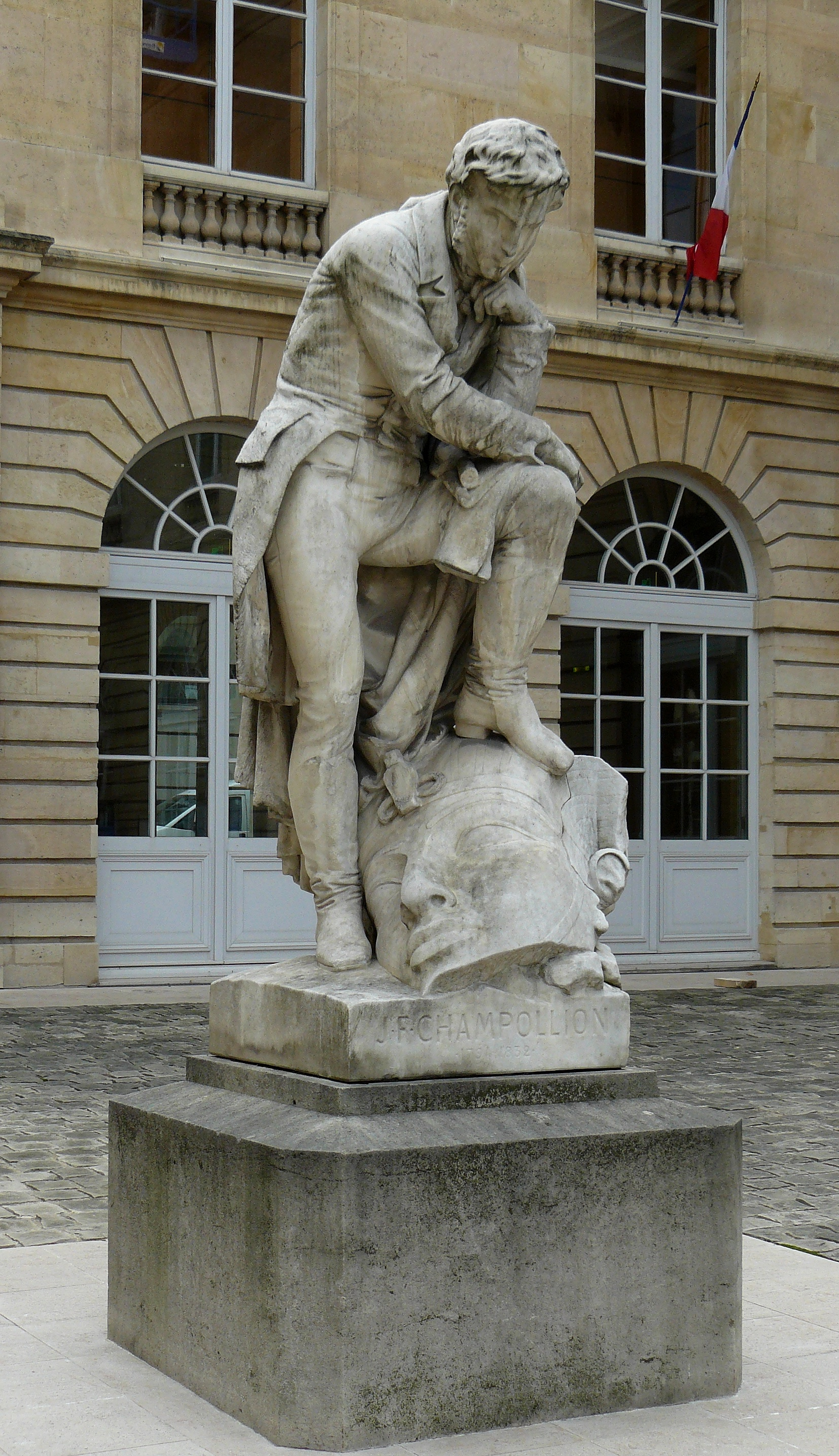
Фредерик Огюст Бартольди. Статуя Шампольона. 1875; Коллеж де Франс

Действительно, в концепции Шампольона было несколько слабых мест. В частности, по мере расширения корпуса читаемых знаков резко возросло число фонетиков — собственно «иероглифического алфавита», который к моменту его кончины составил 132 знака. Ещё Сильвестр де Саси в рецензии 1825 года обращал внимание на слишком большое количество омофонов в египетском письме. Это не мешало практической работе с текстами. Главной причиной кажущейся сложности, как показали исследования второй половины XIX века, стало то, что исходным материалом для дешифровки были позднеегипетские тексты, в которых иероглифические и слоговые знаки использовались в качестве алфавитных для передачи греческих собственных имён. При этом оказалось, что пять знаков, обозначающие гласные, стали использоваться для этих целей только в греческих терминах и именах, а в египетском языке обозначали только согласные. Самый ранний египетский текст, использованный египтологом, относился к XII династии. В заметках Шампольона, однако, имелись предпосылки правильного разрешения этого вопроса: он заметил, что хотя теоретически количество комбинаций алфавитных и слоговых знаков при написании одних и тех же слов очень велико, на практике применялось небольшое число стандартных комбинаций, чтение которых не представляло трудностей. То, что Сильвестр де Саси и Шампольон именовали «омофонами», в конечном итоге оказалось словесными знаками, то есть иероглифами, обозначавшими целое слово, а не только его чтение. Их часто сопровождали фонетики, служащие для уточнения чтения в контексте. Словесные знаки без фонетических дополнений Шампольон считал сокращениями, хотя это было далеко не так. Однако он вскользь заметил, что имя Ра, записываемое знаком солнечного диска, могло быть выражено и чисто фонетически при помощи двух знаков, которые почти всегда сопровождали изобразительный иероглиф. Он достаточно рано понял наличие в египетском письме слоговых знаков, однако по ряду причин отказался от этой идеи и ясного развития в его теории она так и не получила. Эту ошибку Шампольона исправил в 1837 году К. Лепсиус в письме к И. Розеллини, точно установив наличие словесных знаков и сократив число фонетиков до трёх десятков.
Карл Лепсиус считается наиболее выдающимся египтологом второго поколения и причисляется к сонму учеников Шампольона, хотя он обратился к вопросам Древнего Египта уже после его смерти. В 1866 году он совершил открытие, которое окончательно привело к признанию метода дешифровки Шампольона: в руинах Таниса он обнаружил Канопский декрет — трёхчастную надпись иероглификой, демотикой и на греческом языке. Прочтение иероглифического текста по Шампольону показало его полное тождество с греческим. Египтологи окончательно признали завершение расшифровки египетского языка и начало планомерных исследований древнеегипетских текстов. В своей речи 1896 года президент Общества библейской археологии Ренуф констатировал, что в споре о приоритете Шампольона или Юнга точку поставило само время: именно факт применимости метода Шампольона поместил его на то место, которое он занял в истории науки.

### Историография

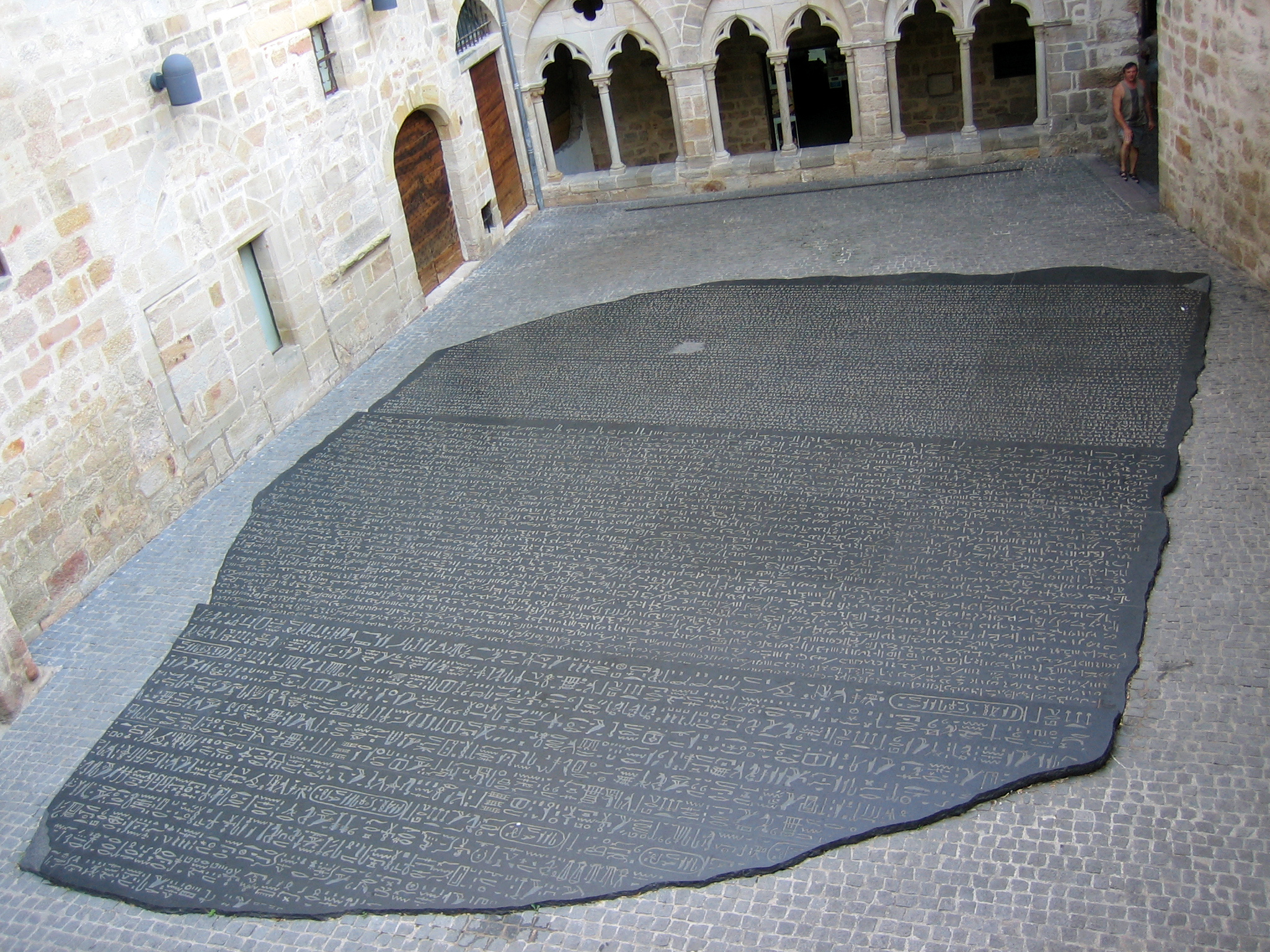
Джозеф Кошут. Площадь Письменности в современном Фижаке. Монументальное воспроизведение Розеттского камня в память о Жан-Франсуа Шампольоне.

Первое фундаментальное жизнеописание братьев Шампольонов на основе семейного архива предпринял их сын и племянник — Эме Луи Шампольон-Фижак в 1887 году. В 1906 году вышло двухтомное исследование Гермины Хартлебен на немецком языке, которая в 1984 году была в сокращённом виде опубликована во французском переводе. Эти и подобные им популярные биографии Шампольона К. В. Керам характеризовал как «источники анекдотов». Авторы-биографы XIX века стремились найти в жизни своих героев признаки их будущих сверхчеловеческих свершений. Так распространилась легенда, что мать Шампольона была полностью парализована, а вылечивший её колдун предсказал рождение мальчика, который завоюет немеркнущую славу. Такого же рода легенда повествует о встрече 16-летнего Шампольона с основателем френологии Галлем, который признал его величайшим лингвистом по форме черепа. С другой стороны, современники пытались найти в его лице восточные черты. Э. Робинсон в биографической книге 2012 года доказывал, что Шампольон не был сыном Жанны Франсуазы Гуальё, а являлся плодом внебрачной связи. Новейшие биографии во Франции были опубликованы Жаном Лакутюром (1988) и Аленом Форе (2004); в последней особое внимание уделялось жизни Шампольона в Гренобле.
В англоязычном мире наследие Шампольона долгое время принижалось, сложилась традиция считать Томаса Юнга пионером расшифровки древнеегипетской письменности. До 2000 года на английском языке не было издано ни одного биографического исследования о Шампольоне, не переводились его труды. В публикациях, выходивших на протяжении XX века в США и Великобритании, вклад Юнга всегда выносился на первое место. В статье Ф. Гриффита, посвящённой столетнему юбилею дешифровки (перепечатана в «Журнале египетской археологии» в 1951 году), прямо утверждалось, что, несмотря на отдельные ошибки, разработанный Юнгом метод вёл к безошибочной дешифровке иероглифики. По Гриффиту, до 1820—1821 года у Шампольона не было той основы, на которой возможно было создать теорию дешифровки, она появилась только после знакомства его со статьёй Юнга в «Британской энциклопедии». Автор воздерживался от оценок, ограничившись указанием на обвинения Юнга в плагиате и отрицания Шампольона, отметив, однако, что на фоне успехов Шампольона Юнг отказался публиковать отдельной книгой свои египтологические штудии. В статье Д. Аллена о предшественниках Шампольона, утверждалось, что «вполне возможно, что Юнг опередил Шампольона». В российской и советской историографии приоритет Шампольона практически не подвергался оспариванию, за исключением «Краткой истории египтологии» В. Томсинова, в которой вклад Юнга в египтологию сравнивался с ролью братьев Райт в истории самолётостроения.
Во Франции Шампольон является одним из величайших национальных героев, его память широко пропагандируется. По мнению М. Деплана, высокий статус Шампольона отчасти объяснялся и политическими причинами, в свете колониальных притязаний Франции на Египет, а затем и на другие страны Африки. Учёный из цивилизованной страны явился на отсталую окраину, туземцы которой давно утратили древние знания, и вернул их; причём современные египтяне не имели никакого отношения ни к древней цивилизации своей страны, ни к современной науке. Кроме того, система Шампольона была создана единовременно, практически не нуждалась в корректировке, была пригодна для практического применения и стала образцом научной работы Нового времени и современности. С точки зрения тяготения философии XIX века к объективному знанию, в котором между объектом и субъектом нет посредника, опыт Шампольона свидетельствовал о наличии у истории объективных корней и методологии исследования. Он характеризовался Депланом как яркий представитель просвещенческого рационализма.

### Память

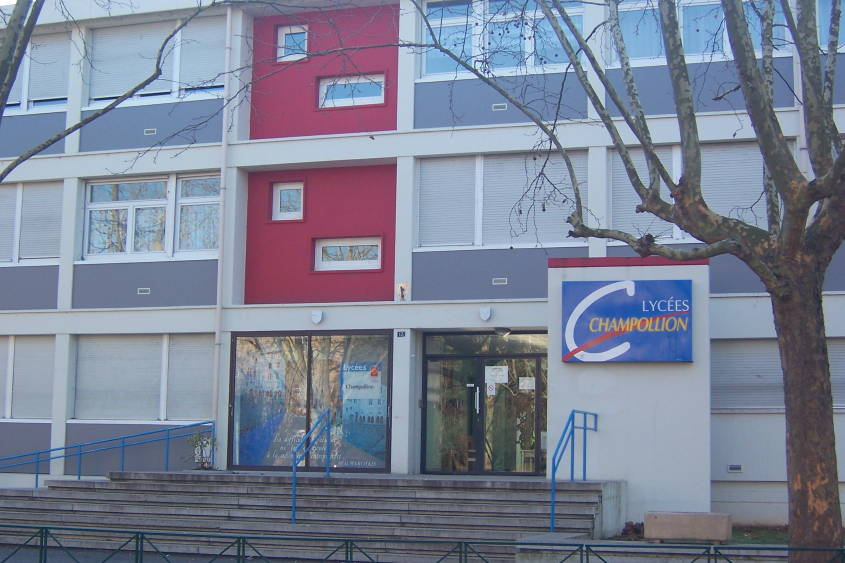
Вид на входе в Лицей Шампольона (Фижак, 2007)

В 1905 году в Коллеж де Франс была воздвигнута статуя Шампольона, опирающаяся на голову Сфинкса; её изваял Фредерик Огюст Бартольди. Этот же скульптор оформил могилу египтолога на кладбище Пер-Лашез. Существует множество других памятников, бюстов и мемориальных досок, посвящённых исследователю. В 1887 году в Гренобле открылся второй городской лицей, названный именем Шампольона. Музей, посвящённый Ж.-Ф. Шампольону, был создан в 1986 году в родовом доме отца египтолога в Фижаке, несмотря на то, что малая родина сыграла очень небольшую роль в биографии исследователя. Он был открыт 19 декабря 1986 года в присутствии президента Франсуа Миттерана и непременного секретаря Академии надписей Жана Леклана. Площадь, на которую выходит дом, была переименована в честь Шампольона и оригинально оформлена. Дом-музей Ж.-Ф. Шампольона в 2004 году открыт в местечке Виф (департамент Изер, близ Гренобля), в бывшем имении брата египтолога.

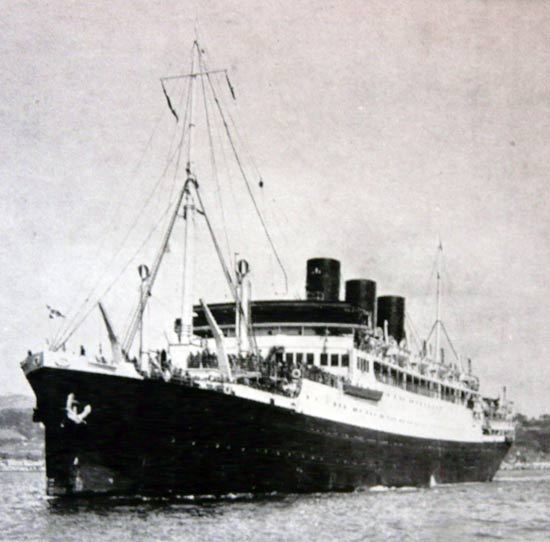
лайнер «Шампольон»

В Каире существует улица Шампольона (араб. شارع شامبليون‎), ведущая на площадь Тахрир к Египетскому музею, в мемориале великих египтологов мира этого музея выставлен бюст учёного.
Французский пассажирский лайнер «Шампольон» был спущен на воду 16 марта 1924 года в присутствии Люина д’Отроша, внучатого племянника Жана-Франсуа Шампольона; 22 октября 1952 года корабль потерпел крушение на рифах в трети мили от берега к югу от Бейрута и после спасательной операции затонул.
В 1970 году Международный астрономический союз присвоил имя Шампольона кратеру на обратной стороне Луны. (3414) Шампольон — астероид главного пояса, открытый 19 февраля 1983 года американским астрономом Эдвардом Боуэллом, также назван в честь французского учёного.
В 2005 году телеканал BBC One поставил докудраму «Египет: Вновь открытый утраченный мир»; её последняя часть в двух сериях была посвящена Шампольону и его окружению. В роли братьев Шампольонов — Эллиот Коуэн (Жан-Франсуа) и Стюарт Банс (Жак-Жозеф).

## Труды
- L'Égypte sous les pharaons, ou recherches sur la géographie, la religion, la langue. — A Paris : chez de Bure frères, 1814. — Vol. Premiere. — 418 p.
- L'Égypte sous les pharaons, ou recherches sur la géographie, la religion, la langue. — A Paris : chez de Bure frères, 1814. — Vol. Deuxième. — 452 p.
- De l'écriture hiératique des anciens égyptiens, par M. J.-F. Champollion le jeune. — Grenoble, 1821. — 22 p.
- Lettre à M. Dacier,... relative à l'alphabet des hiéroglyphes phonétiques..., par M. J.-F. Champollion le jeune / Chez Firmin Didot père et fils. — A Paris, 1822. — 250 p.
- Panthéon égyptien, collection des personnages mythologiques de l'ancienne Égypte, d'après les monuments. — A Paris : de l'ímprimerie de Fermin Didot, 1823. — 276 p.
- Précis du système hiéroglyphique des anciens égyptiens, ou, Recherche sur les éléments premiers de cette écriture sacrée  .... — Paris : Treuttel et Würtz, 1824. — 590 с.
- Catalogo de' papiri egiziani della Biblioteca vaticana e notizia piu estesa di uno d'essi con breve previo discorso e con susseguenti riflessioni J. F. Champollion Le jeune :  [итал.]. — Roma : coi tipi vaticani, 1825. — 154 p.
- Lettre à M. le duc de Blacas d'Aulps,... sur le nouveau système hiéroglyphique de MM. Spohn et Seyffarth. — Florence : G. Piatti, 1826. — 23 p.
- Lettres écrites d'Egypte et de Nubie en 1828 et 1829. — Paris : F. Didot Fréres, 1833. — 518 p.
- L'obélisque de Louqsor transporté à Paris, notice historique, descriptive et archéologique, avec la figure d'après les dessins de Champollion le jeune. — Paris : chez Firmin Didot frères, 1833. — 105 p.
- Monuments de l'Égypte et de la Nubie. — Paris : Firmin Didot frères, 1835.
- Grammaire égyptienne, ou Principes généraux de l'écriture sacrée egyptienne appliquée à la représentation de la langue parlée par Champollion le jeune. — Paris : Typographie de Firmin Didot frères, 1836. — 556 p.
- Notice sur les manuscrits autographes de Champollion Le Jeune, perdus en l'année 1832, et retrouvés en 1840 par Jacques-Joseph Champollion-Figeac. — Paris : Typographie De Firmin Didot frères, 1842. — 55 p.